# Železná vrata
Železná vrata (srbsky Ђердапска клисура, Đerdapska klisura, rumunsky Porțile de Fier) je název pro nejmohutnější průlomové údolí v Evropě. Řeka Dunaj zde prořezává masiv Banátských Karpat a převádí své vody z Panonské do Valašské nížiny. Tvoří hranici mezi Středním a Dolním Dunajem a státní hranici mezi Srbskem a Rumunskem. Podél obou břehů se rozkládají rumunský Národní park Železná vrata a srbský Národní park Džerdap. Oblast na srbské straně byla vyhlášena jako území mimořádného geologického významu pod patronací UNESCO. Kromě přírodního bohatství se místo vyznačuje i bohatými dějinami. Název Železná vrata nese i třetí nejvýkonnější vodní elektrárna v Evropě a nejvýkonnější elektrárna na Dunaji, postavená v místech vyústění údolí.  
Podrobné informace o vodním díle najdete na stránce Vodní elektrárna Železná vrata – Džerdap I a Vodní elektrárna Železná vrata – Džerdap II.

## Původ názvu
Římané místo nazývali prostě „cataracta – peřeje“ a vlastní název nepoužívali. Všechna jména soutěsky se do moderních jazyků dostala vlivem dlouhodobé osmanské nadvlády nad územím a zobrazují buď strategický význam místa nebo divoký charakter řeky. Turci název „Demirkapı – Železná vrata“ používají stále pro sídla se strategickým významem a označují tak hranici, za kterou se nesmí dostat noha nepřítele. Turecký název doslovně přeložili Maďaři jako Vaskapu a z maďarštiny se výraz dostal do většiny ostatních jazyků. Srbové používají slovo Džerdap, pocházející z tureckého „girdap -vír“. Tureckého původu je i pojmenování Kazanské soutěsky, které je utvořeno z tureckého “kazan – kotel“.
Je symbolické, že používané názvy neztratily svůj významový obsah ani v době, kdy se vytratil strategický význam a hladina Dunaje se uklidnila v přehradní nádrži. Kotle připomínají zatopená údolí kruhového tvaru, početné víry poskytují vývařiště elektráren a skutečnými železnými vraty se staly brány zdymadel.

## Geologický původ
V době, kdy horotvorné procesy Alpinského vrásnění začaly nadzvedávat dno praoceánu Tethys, tekla v místech pozdějšího Banátského pohoří řeka, která sbírala vodu z plochy vyschlého Panonského moře i ze značných ploch hercynského původu. Tento Pradunaj se plochou povodí i průtokem podobal dnešnímu Dunaji. Protože růst pohoří byl velmi pomalý, dokázala mohutná řeka vytrvat ve svém směru. Tak, jak střídavě přeřezávala vrstvy různé odolnosti, vytvářelo se i dno o rozdílných hloubkách a rychlosti proudění. Stejně bizarní, jako je údolí řeky, je i její dno, které střídá mělké peřejnaté pasáže s hlubokými hrnci. V některých místech vystupují ze širokého, mělkého a prudkého proudu skály, v jiných pasážích protéká úzká řeka nad obrovskými jámami, jejichž hloubka zasahuje pod úroveň moře. Džerdap je první oblastí v Srbsku, která byla nominována do sítě globálních geoparků UNESCO. Geopark Džerdap se rozkládá na ploše 1 330 km2, včetně oblasti národního parku Džerdap, jehož území převyšuje o dalších 692 km2. Samotná soutěska je nejvýraznějším fenoménem v oblasti geoparku. Podél rokle v délce 117 km byly objeveny fáze téměř všech období geologické historie za období přes miliardu let. Významné geologické oblasti však tvoří i kaňony drobných přítoků. Na obou svazích říčky Šašky byl nalezen jeden z nejstarších měděných dolů na světě, Rudna Glava.

## Klima
Klima oblasti je ovlivňováno cirkulací teplého vzduchu středomořského původu, patrným především v horských oblastech, kde teplota vzduchu vykazuje vyšší hodnoty ve srovnání s jinými horskými oblastmi země. V blízkosti soutěsky se podnebí blíží středomořskému s víceletým průměrem asi 11 °C. Průměrná víceletá teplota v Oršavě je 11,2 °C, hodnota průměrných teplot nejchladnějšího měsíce se pohybuje mezi −1 až 1 °C a nejteplejšího měsíce mezi 20 až 23 °C. Průměrné roční hodnoty se postupně zvyšují od západu na východ. Absolutní minimální teploty souvisí se stagnací studených vzduchových mas na východě. Za těchto podmínek může teplota vzduchu klesnout až na −25 °C. Rekordní hodnoty byly naměřeny −27,8 °C v lednu 1942. Absolutní maximální teplota 42,6 °C byla zaznamenána v Drobeta Turnu-Severin v roce 1947. Sněhová vrstva dosahuje nejvyšší hodnoty v únoru (20–35 cm), doba sněhové pokrývky se pohybuje v intervalu 30 až 40 dní ročně.

## Flóra a fauna
Za účelem ochrany přírody byla na obou březích soutěsky vyhlášena rozsáhlá chráněná území. Národní park Džerdap o ploše 638 km2 byl vyhlášen v roce 1974, rumunský Parcul Natural Porțile de Fier o rozloze 1157 km2 byl vyhlášen v roce 2000.

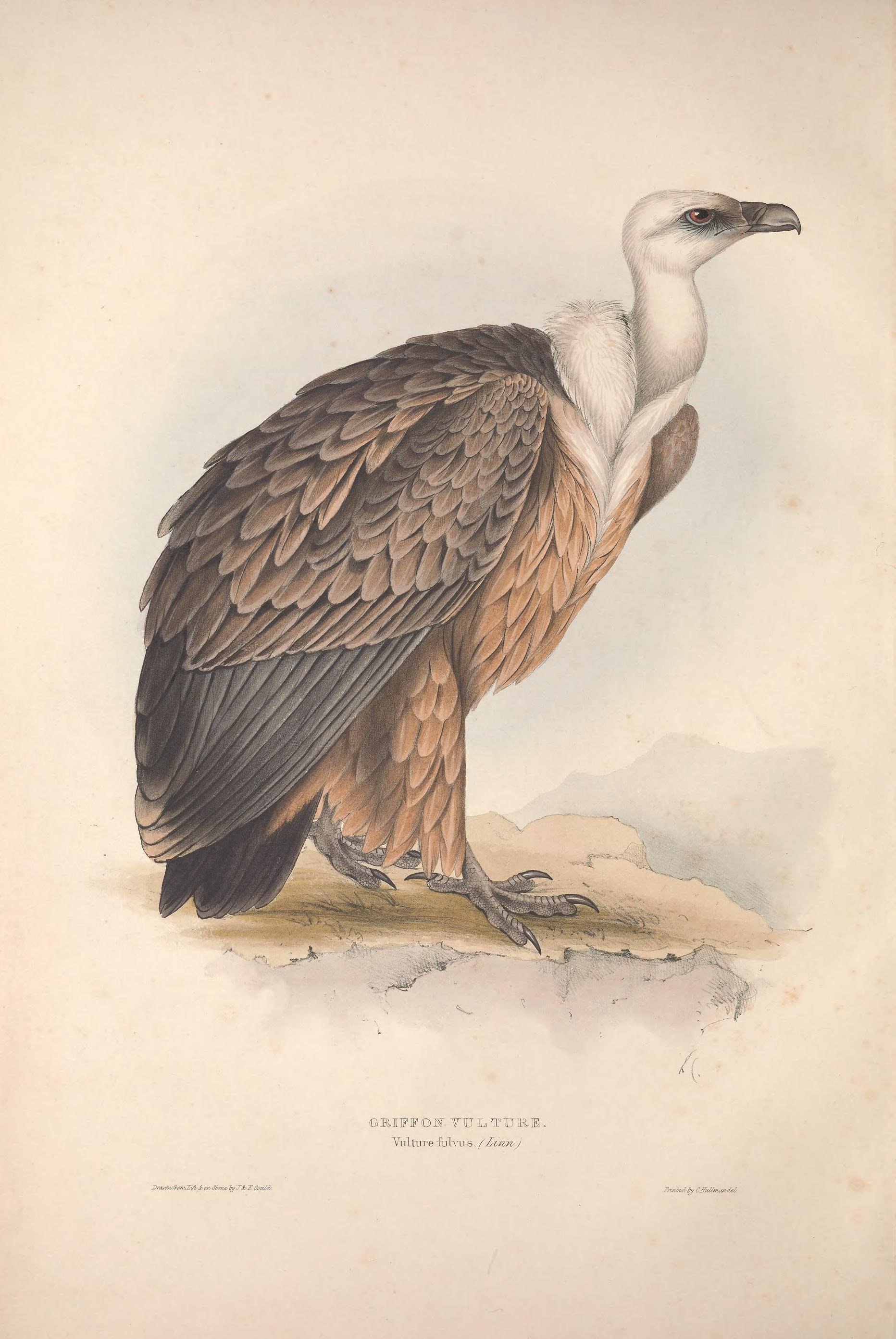
Sup bělohlavý

### Fauna
Rozsáhlé lesní komplexy, horské louky a kaňony zaručují rozmanitost zvěře. Oblast je domovem nejméně 55 druhů savců. Objevují se zde všechny velké šelmy (rys, vlk, medvěd) a kopytníci (prase divoké, jelen evropský a kamzík). Nejpřísněji chráněnými duhy jsou vydry a všechny druhy netopýrů. Mimořádně bohatá je ptačí fauna, která má téměř 270 druhů. Národní park Džerdap je zařazen mezi Významná ptačí území IBA (Important Bird Area).
Mezi zvláště významné druhy ptáků patří kormorán malý (Phalacrocorax pygmaeus), orel křiklavý (Aquila pomarina), orel nejmenší (Hieraeetus pennatus), orel mořský (Haliaeetus albicilla), čáp černý (Ciconia nigra), puštík bělavý (Strix uralensis), výreček malý (Otus scops), rorýs velký (Apus melba) a vlaštovka skalní (Hirundo daurica). Po dlouhé přestávce od roku 1956 se začátkem tisíciletí opět objevil sup bělohlavý (Gyps fulvus).  
V přírodním parku Železná brána byl doložen výskyt 14 druhů obojživelníků a 17 druhů plazů, z nichž symbolem parku je poddruh želvy zelenavé ( Testudo hermanni boettgeri ). Ještěry zastupují především ještěrka lesní ( Darevskia pontica), ještěrka zední ( Podarcis muralis ), ještěrka trávní ( Podarcis taurica ), ještěrka zelená (Lacerta viridis ). Jediným jedovatým hadem je zmije růžkatá (Vipera amodytes).
Typickými zástupci obojživelníků jsou skokan štíhlý (Rana dalmatina) a rosnička zelená (Hyla arborea).
Bohatá dunajská říční fauna byla po napuštění přehradního jezera ochuzena o migrující druhy, především jesetery. Ztráta kdysi silně proudných úseků přinesla ztrátu významných populací parmy (Barbus barbus) a hlavatky podunajské (Hucho hucho). Do klidné vody byl vysazen amur bílý (Ctenopharyngodon idella), tolstolobik bílý (Hypophthalmichthys molitrix) a tolstolobec pestrý (Hypophthalmichthys nobilis). Četné jsou trofejní úlovky sumce (Silurus glanis).
Z hmyzu je nejlépe prozkoumána fauna denních motýlů. Bylo zaznamenáno přes 100 druhů motýlů, což se stalo důvodem, proč je Džerdap klasifikován jako mezinárodně významná oblast denních motýlů PBA (Prime Byterfly Areas).

### Flóra

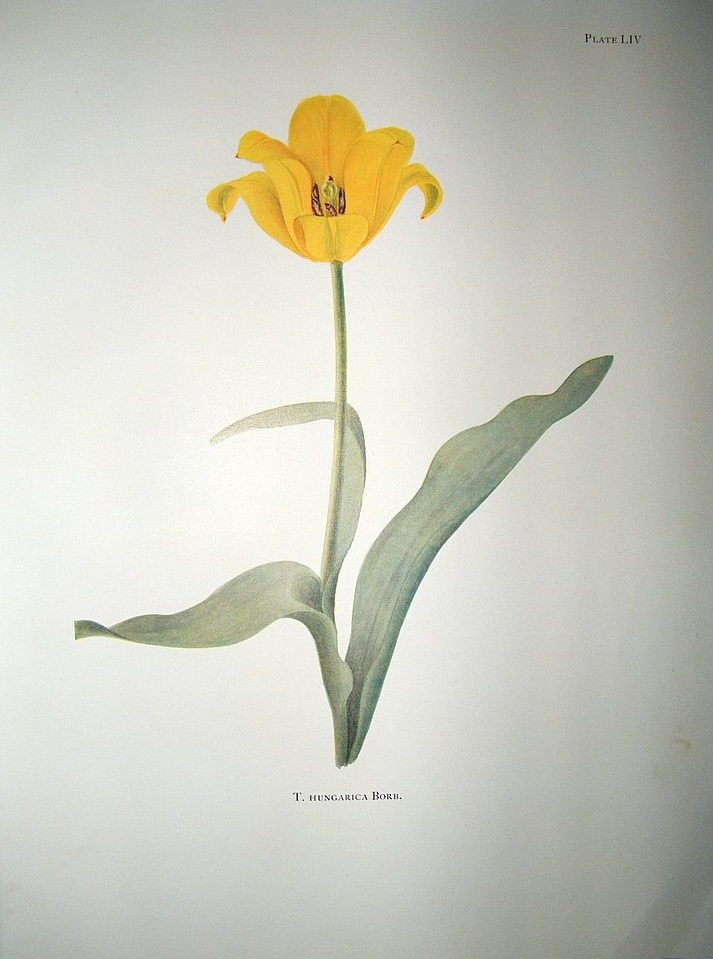
Tulipán banátský

Druhové zastoupení obohacuje množství prastaré třetihorní květeny, jejichž zástupci našli v ledových dobách v soutěsce útočiště díky jejímu teplejšímu a vlhčímu klimatu, bez velkých klimatických extrémů. Po napuštění se teplotní i vlhkostní extrémy ještě zmenšily a vhodné podmínky dostatku tepla a rovnoměrně rozložených srážek zde nalézají i početné enklávy teplomilné středomořské květeny. Flóra Národního parku Džerdap se svými 1013 druhy a poddruhy tvoří o něco více než čtvrtinu celkové flóry Srbska. Vyvinula se zde rozmanitá a bohatá smíšená lesní a křovinná vegetace. V Džerdapu bylo vyčleněno celkem 57 lesních a keřových společenstev. Pestrost vegetačních celků způsobuje i významný rozdíl mezi vegetací na kyselých horninách v údolích a na vápencích v roklích a stěnách kaňonů.
V polohách nad 500 m se vyskytují buková společenství, ve kterých je s bukem lesním (Fagus sylvatica) promíšen buk krymský (Fagus taurica ) a buk východní ( Fagus orientalis). Standardní skladbu dubohabřin v nižších polohách obohacuje dub cer (Quercus cerris), dub balkánský (Quercus frainetto), dub šípák (Quercus pubescens) a habr východní (Carpinus orientalis).
Jehličnany zastupuje především endemická varieta borovice černé (Pinus nigra subsp. banatica), vzácným jehličnanem je zde tis (Taxus baccata), který je ohroženým druhem a reliktem. Typickým reliktem dendroflóry je břestovec jižní (Celtis australis), typický středomořský druh, který dosahuje nejsevernějšího bodu rozšíření na Balkánském poloostrově právě v Džerdapu. Specifickými dřevinnými relikty jsou také keře cesmína, vavřín a ruj.
Významným reliktním a endemickým druhem Balkánského poloostrova, který roste v celé soutěsce je šeřík obecný (Syringa vulgaris). Vyskytuje se v kaňonech přítoků Dunaje, zejména na strmých svazích údolí říčky Porečky. Jeho nejtypičtějším biotopem jsou strmé vápencové svahy, na kterých se nemůže vyvíjet les, takže šeřík zde může vytvářet husté a neprostupné křovinné útvary. Šeříkové keře představují výraznou ozdobu celé soutěsky.  
Oblast je domovem zákonem chráněných rostlin, pokrývajících vlhké otevřené louky i skalnaté stráně. Patří mezi ně rožec (Cerastium banaticum), kozinec (Astragalus rochelianus), zvonek kazanský (Campanula crassipes), hvozdík (Dianthus kitaibelli) z lučních oblastí a kosatec skalní (Iris reichenbachii), zpestřující žlutými a fialovými květy skalní svahy. Nejcennější a nejznámější rostlinou oblasti je tulipán banátský (Tulipa hungarica). Po napuštění přehradního jezera na srbské straně tento druh vymizel, na rumunské straně se vyskytuje pouze na strmém svahu v Kazanské soutěsce. Vlivem nedostupnosti se jeho žluté květy stávají předmětem pozornosti pouze turistů, pozorujících rostliny dalekohledem z výletních lodí.

## Dunaj
Dunaj opouští soutěsku při dlouhodobém průměrném průtoku 5 420 m3/s. Je zde již skutečným veletokem zaujímajícím druhé místo v Evropě. Maximální průtok zaznamenaný 17.04.1895 byl 15 900 m3 /s, minimální průtok zaznamenaný 11.01.1865 byl 1 150 m3/s.  V zimních měsících se objevuje ledová pokrývka. Řeka, která byla pro svou prudkost postrachem lodní dopravy se v roce 1972 stala klidným jezerem, které zvedá i vody Sávy v Bělehradě a sahá až k přítoku s Tisou.
Slouží mezinárodní nákladní i osobní lodní dopravě a poskytuje i možnost pro vícedenní plavbu sportovními plavidly. Zhruba týdenní pádlování lze uskutečnit podél srbského i rumunského břehu, každopádně je potřeba brát v úvahu překonání státní hranice. Rumunský břeh poskytuje mírnější břehy, četnější sídla a po většinu plavby i blízkost silnice. Pozornost vyžaduje nečekaný vznik vysokých vln, způsobených větrem, při nocování i změna hladiny, kolísající v řádu metrů.
Od roku 2001 se na konci července pořádá třídenní sportovně turistická akce Džerdapská regata. Délka trasy je 92 km a končí nad hrází elektrárny u sídla Kusjak. Regaty se účastní motorové čluny, jachty, kánoe a kajaky. Ročně se akce účastní asi 200 sportovců a vodních turistů z celého Srbska.

## Historie

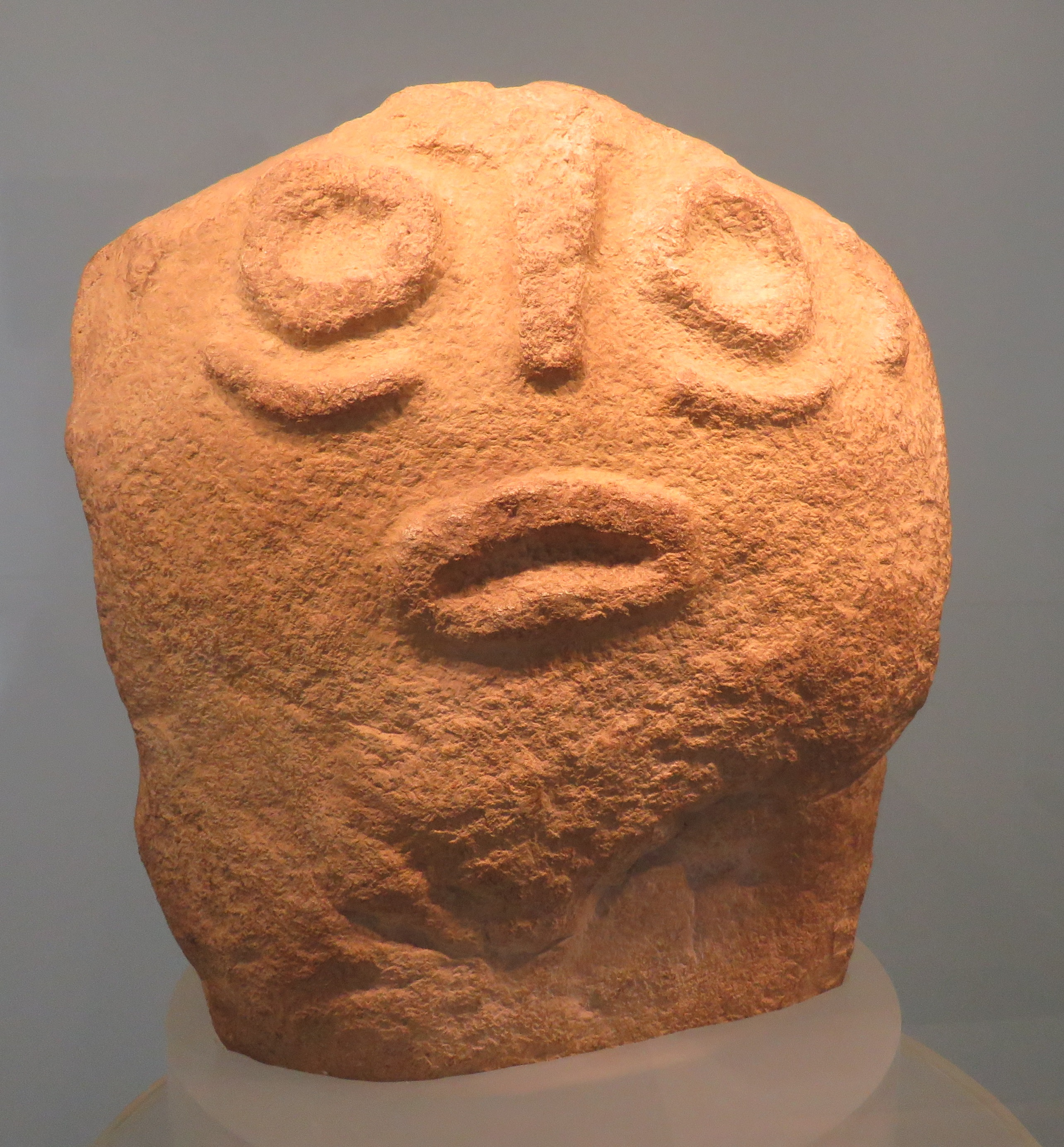
Keramika z naleziště Lepenski vir

### Pravěk
V neolitickém území se soutěska nacházela na rozsáhlém území kultury Vinča. Archeologické povědomí o této civilizaci se rozvíjelo od konce 19. století a po dlouhou dobu byla tato kultura považována za nejstarší doložený projev osídlení Balkánu. Její éra byla stanovena na rozmezí 4 500 – 5 700 let před naším letopočtem. Na území se nachází prehistorický důl na těžbu měděných rud Rudna Glava, který poskytuje cennou stopu pro sledování metalurgické historie. Objev naleziště Lepenski Vir posunul hranice prokázaného osídlení až na 7 500 let př. n. l. První vykopávky proběhly v roce 1965, ale význam místa byl uznán až v roce 1967, kdy byly objeveny první sošky. Charakteristická figurální keramika prozrazuje řemeslné schopnosti tohoto lidu. V období pravděpodobně došlo k domestikaci psa. Stavby s proutěnou stanovou střechou měly lichoběžníkový půdorys a vchod měly orientovaný k řece. Sídlo se nacházelo na břehu Dunaje a potravu zajišťovaly převážně ryby.
Průřez archeologické vrstvy přesahuje 2 m. Nález spadá do období výstavby vodního díla, přesto se pod vedením profesora Bělehradské university Dragoslava Srejoviče podařilo veškerou mocnost o ploše přes 5 000 m2 vyhodnotit a přenést do archeologického skanzenu, umístěného nad hladinou přehradní nádrže.
Nejnovější archeologické výzkumy potvrzují, že první obyvatelé v této oblasti žili již před 30 000 lety.
Na srbském břehu údolí se nachází pravěký důl na měděnou rudu Rudna Glava, který prokazuje časový předstih rozvoje měděné metalurgie oproti Přední Asii. Objem vytěžených šachet i nálezy strusky na širokém území Balkánu poukazují na mimořádný obchodní význam této lokality v období od neolitu po chalkolit.

### Starověk
V řeckých dějinách se Dunaj výrazně objevuje pouze na dolním toku v blízkosti Černého moře, soutěska je vnímána pouze jako bezejmenná překážka plavbě proti proudu. V římských dějinách se od začátku letopočtu vyskytuje jako strategická součást hranice Limes moesiae. O významu vypovídá i to, že k soutěsce Římané Dunaj nazývali Danubius a od soutěsky Ister. Hranice římského impéria posunul k Dunaji Octavianus Augustus v roce 10 našeho letopočtu, vědom si nutnosti splavnosti po celém toku. Italský přírodovědec Luigi Ferdinando Marsilgi v začátku 18. století popsal nápisy objevené na skalách uprostřed soutěsky, v místech dnešní osady Svinjice. Na ne zcela čitelných textech je zmíněn císař Tiberius a Domitianus a vyskytuje se pojmenování "iter scrofularum – cesta sviní či cesta selátek". Existují názory, že selata se říkalo nebezpečným skalním výstupkům v řečišti. Rakouský archeolog Erich Swoboda v tomto místě objevil ve skalních stěnách v pravidelných rozestupech dvě řady otvorů pro umístění trámů. Byly zde tedy vybudovány dřevěné ochozy buď za účelem překládky zboží či pro přetah lodí tažným dobytkem. Stavba byla vybudovaná za Tiberia v letech 30–34 našeho letopočtu 4. Skythskou a 5. Makedonskou legií.  Byla poškozena chodem ledů a opravena v 80. letech za císaře Domitiana. S přesvědčením, že tato stavba by neměla smysl bez plavby přes peřeje na konci soutěsky, odhalil v roce 1939 Erich Swoboda v Sipské soutěsce pozůstatky kamenných pilířů, prokazujících existenci kanálu. Tažnou sílu poskytovali nejspíše voli. Moderní archeologický výzkum římských plavebních metod byl definitivně ukončen vznikem přehradního jezera.

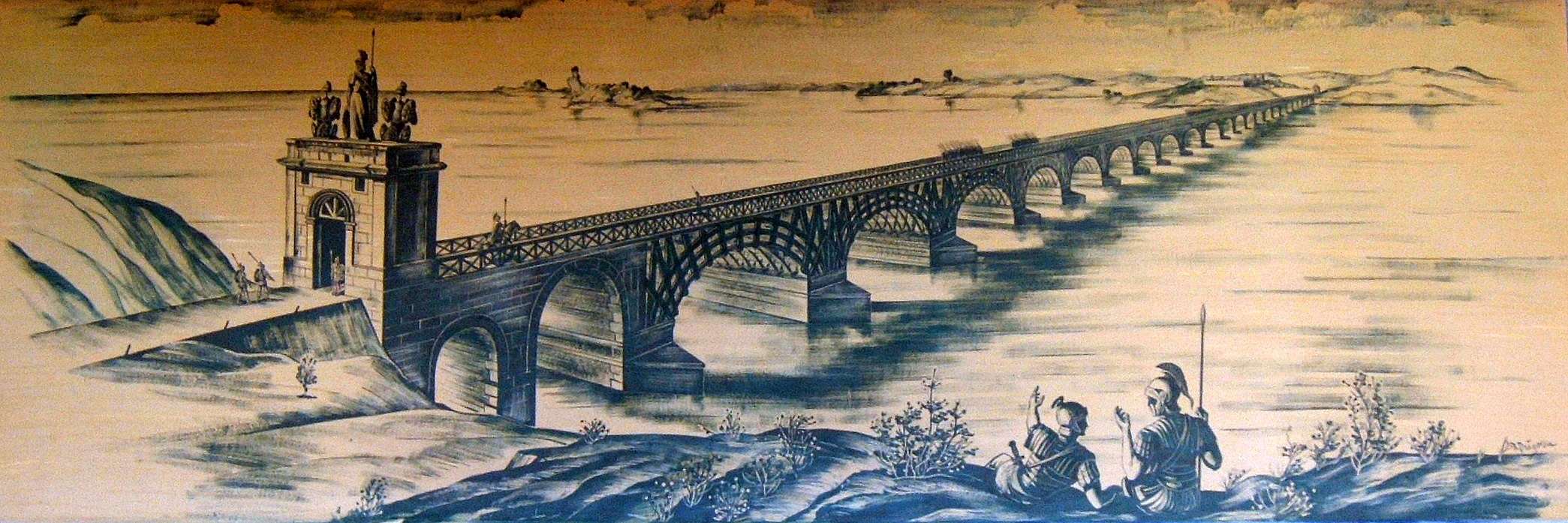
Trajánův most

Nad místem největších proudů byla ve skalním masivu pravého břehu vytesána silnice za císaře Trajána. Tento počin byl zdokumentován ve formě skalního nápisu a je dodnes připomínkou římských dějin jako Tabula Traiana. Pod vyústěním soutěsky byl za Trajána postaven 1135 metrů dlouhý most, který byl největším mostním dílem antického světa. Byl vybudován v rámci válečného tažení do Dácie. Poslední připomínkou římských dějin je val vybudovaný za císaře Konstantina, který navazuje na Trajánův most a pokračuje až hluboko do vnitrozemí. Na počátku soutěsky stálo vojenské opevnění Columbria, kde pobýval kolem roku 299 císař Dioklecián. Pevnost později zničili Hunové, obnovena byla za Justiniána. Na konci soutěsky u Trajánova mostu stála pevnost Diana.
Rozpadem římského impéria byl proces splavnění dunajské soutěsky odložen na více než 1500 let.

### Středověk
Po rozpadu římského impéria se nájezdné národy vrhly na antickou kořist ze všech možných směrů, z nichž žádný nevyžadoval průchod dunajskou soutěskou. Na území se v 6. století objevili jižní Slované, kteří pod vlivem Byzance přijali pravoslaví. O plynulém přechodu do slovanského živlu svědčí přímý jazykový přechod mnohých místních názvů (Columbria-Golubac, Iter srofulola – Svinjice). Slibný rozvoj srbského státu přerušila v roce 1389 Bitva na Kosově poli. Soutěska se stala na více než tři sta let součástí Osmanské říše.

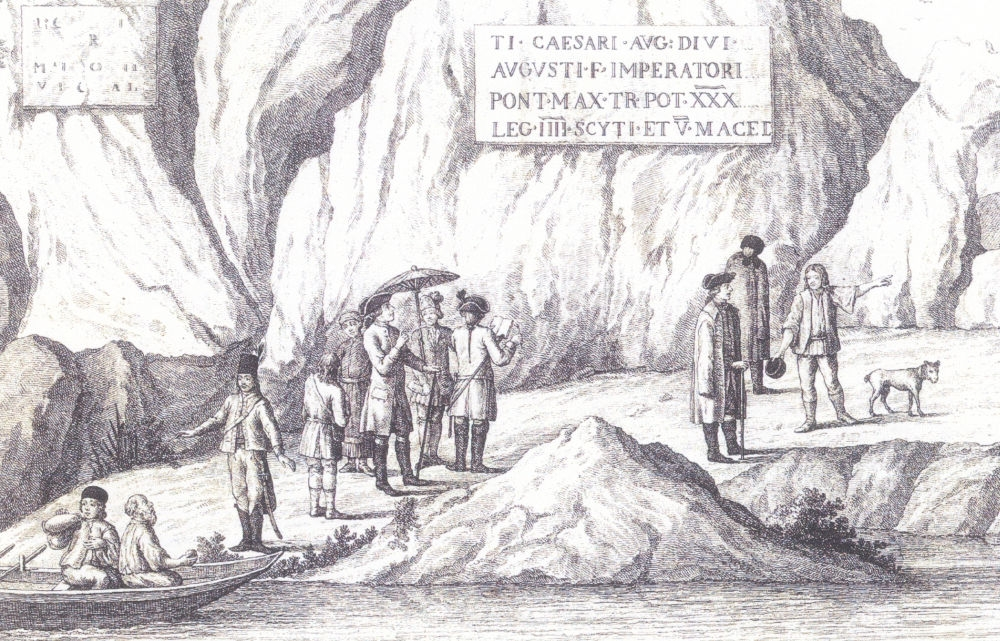
Josef II. v soutěsce v roce 1773

### Novověk
V roce 1699 se usnesením Karlovického míru území dostalo pod vládu Habsburské monarchie. V roce 1786 Železná vrata navštívil císař Josef II., objevili se evropští přírodovědci, historičtí badatelé i umělci. Na hranicích soutěsky ve městě Stará Moldávie vystoupily po dlouhé dunajské plavbě první české rodiny a nad levým břehem začaly vyrůstat české vesnice. Vrátila se problematika lodní dopravy a s kapitalistickou společností přišel do soutěsky i kapitál potřebný pro regulaci důležité dopravní tepny.
V roce 1856 vznikla Evropská dunajská komise a Dunaj se stal mezinárodní dopravní cestou. Když se Maďaři dočkali vzniku Rakousko-uherské monarchie, obrátil se jejich zájem k vytvoření perspektivního obchodu s černomořskými oblastmi. Do Železných vrat zamířila moderní a výkonná soudobá technika spolu s obrovským množstvím dynamitu a mocnou pracovní silou. Železná vrata se stala staveništěm jedné z největších staveb 19. století v Evropě.

### Sipský kanál

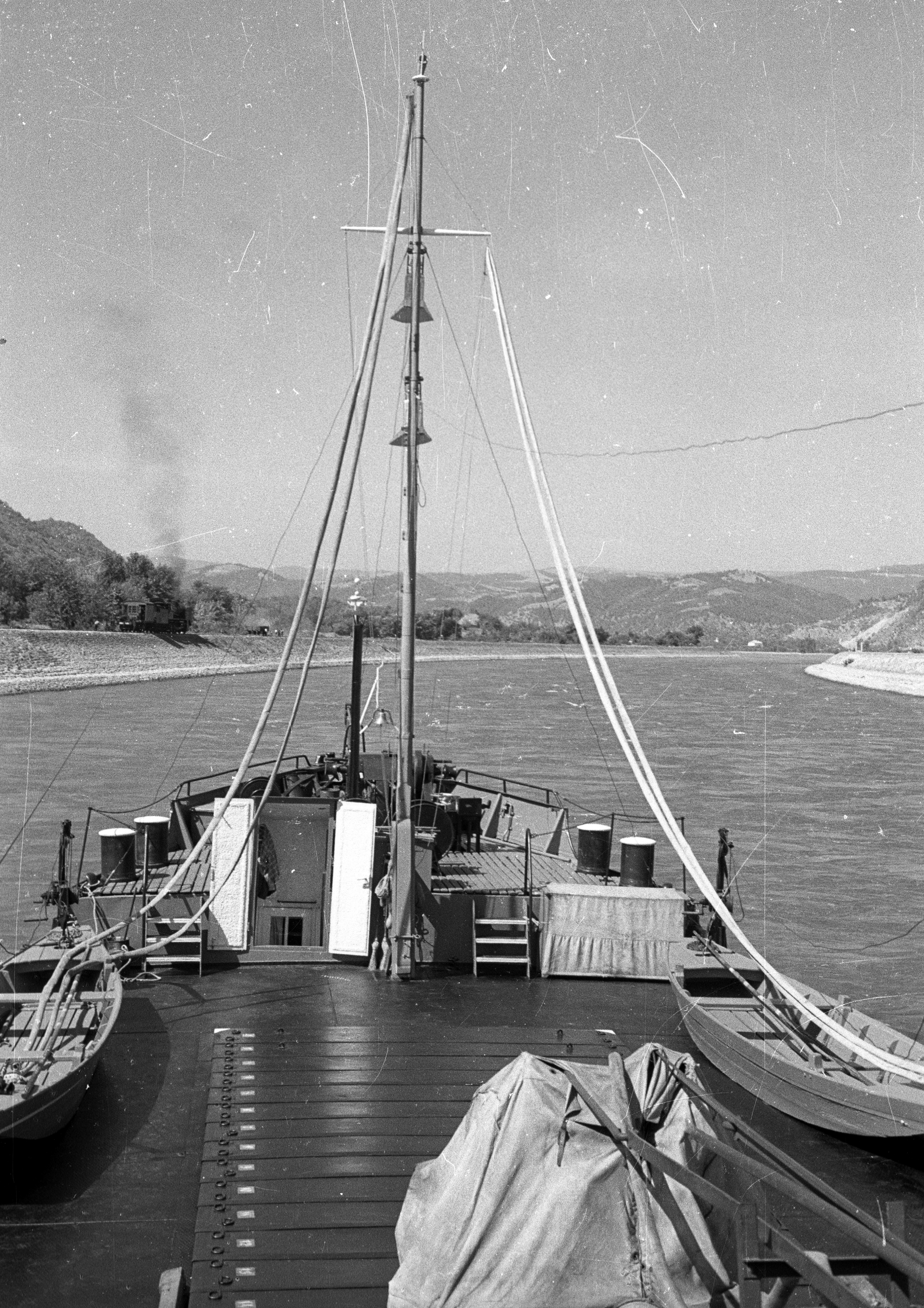
Loď a lokomotiva v roce 1962

Překážky plavbě se vyskytovaly v celém úseku soutěsky, k prvním odstřelům nebezpečných skal došlo již v roce 1854. Mimořádnou příležitost poskytlo snížení hladiny během rekordně nízkého stavu v roce 1865. Každopádně nejvýznamnější regulací toku bylo vytvoření splavného kanálu na peřejích v Sipské soutěsce, v místech, které jsou v nejužším slova smyslu pravými Železnými vraty. Práce byly slavnostně zahájeny 18. září 1890.  
Při vybudování kanálu muselo být odstřeleno 253 000 m³ horniny a vybagrováno 400 000 m³ kamenitého dna.  
Hlavní osobností financování i realizace stavby byl maďarský ministr železnic Gábor Baross (1848–1892), přezdívaný pro svou tvrdou povahu Železný ministr. S vědomím obrovské politické odpovědnosti si Baross stavbu osobně prohlédl. V roce 1892 se na řece nachladil a zemřel. V den jeho pohřbu byl vyhlášen státní smutek.
Oficiálního otevření v září 1896 se zúčastnil rakouský císař František Josef I., doprovázen rumunským králem Karlem I. a srbským králem Alexandrem I. Datum bylo zvoleno s ohledem na oslavy maďarského milénia, takže po obřadu následovalo další prohlubování koryta a zvyšování výšky hráze. K ukončení hlavních prací ve skutečnosti došlo až v roce 1898 a 1. října bylo vodní dílo uvedeno do provozu.
V celku nevznikl pouze jeden kanál, ale několik, umístěných za sebou, o celkové délce více než 15 km. Výsledek práce spíše zklamal maďarské úřady, které nepředvídaly možné důsledky tak unáhlené stavby. Proud v kanálu dosáhl nepředpokládané síly a rychlosti přes 5 m/s. Pro zdolání tak silného proudu byl použit princip řetězového remorkéru, osvědčený například na Labi. Rozdíl byl v tom, že pomocnou trasu neumožňoval řetěz, ale lano o průměru 33 mm, které bylo při délce 2 760 m navíjeno během plavby na buben umístěný na palubě remorkéru. Rychlost proti toku o rychlosti 18 km/h byla vůči pevnině 2 km/h. V každém případě se roční trvání plavby zvýšilo na 290 dní a plavba v maďarské režii pokračovala až do První světové války.

### Říční železnice
Na začátku První světové války obsadili území Srbové a před postupem německých vojsk plavidla zničili. Němci ve snaze strategickou dopravu obnovit vybudovali na pravém břehu 2 230 m dlouhý úsek železnice normálního rozchodu, který nenavazoval na železniční síť. Lodní dopravu v kanálu pak zajišťoval tah lokomotiv. Německé jednotky při svém ústupu trať téměř celou zničili.
Po skončení války území připadlo nově vzniklému Království Srbů, Chorvatů a Slovinců a byla obnovena plavba pomocí remorkérů. Úplná rekonstrukce trati skončila v roce 1928 a trať dosáhla délky 2 630 m.

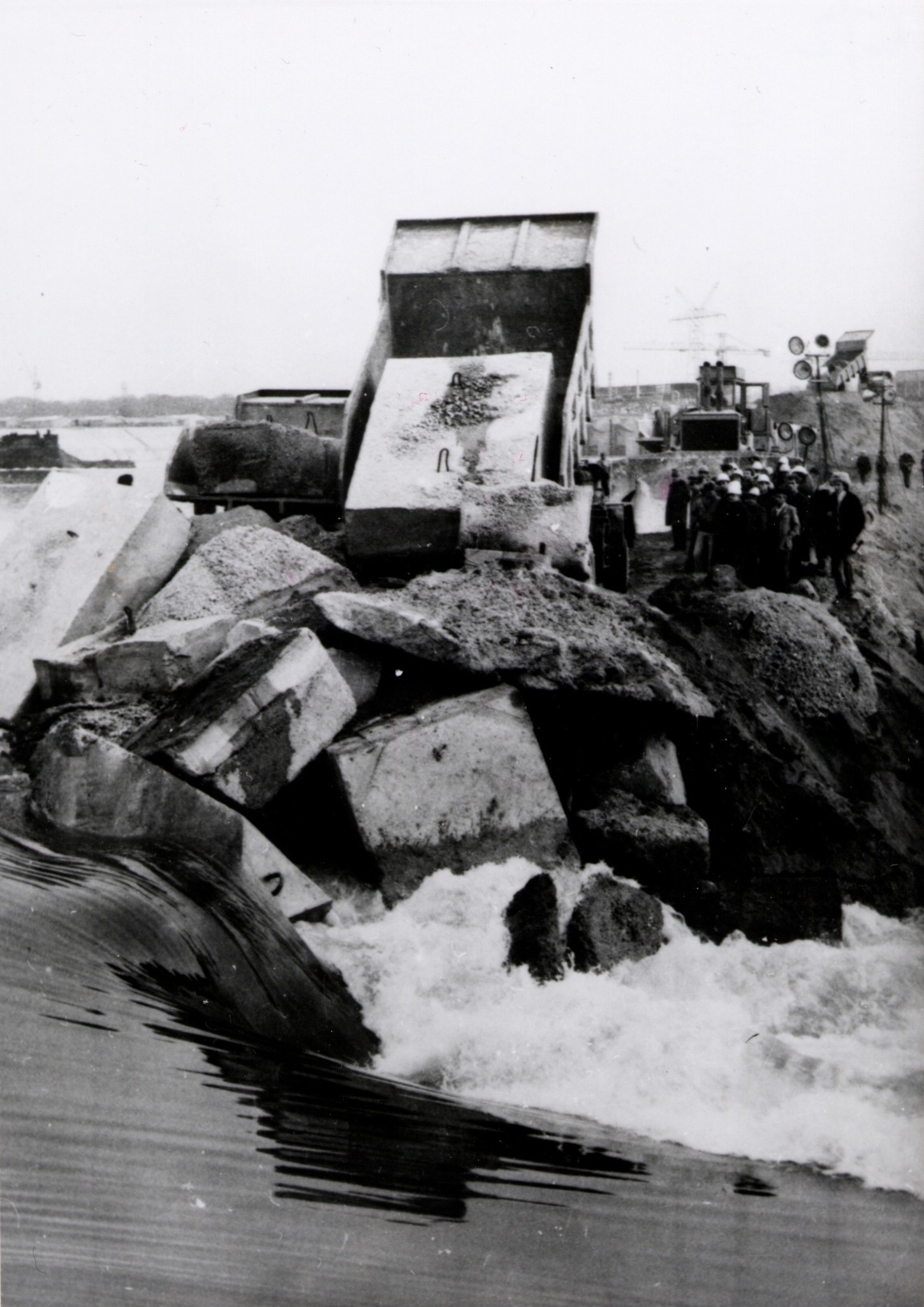
Přehrazení Dunaje v létě 1969

Ve Druhé světové válce strategicky důležitý kanál a železnice byly cílem několika spojeneckých náletů. Po odstranění škod byl provoz obnoven krátce po skončení války. V roce 1952 byla železnice znárodněna, ale nebyla zařazena jako součást státních drah.  
Tah vlečného lana nebyl odvíjen přímo od háku lokomotivy, ale od parního navijáku o výkonu zhruba 300 koní, umístěného na vlečeném vagónu. Prvními stroji byly tendrové lokomotivy pruské řady T9 a T13 o adhezní hmotnosti 45 a 60 t a výkonech kolem 500 koňských sil. V roce 1922 byl park rozšířen o dvě rakouské lokomotivy řady 80, po druhé světové válce vláda Jugoslávie osadila trať lokomotivami jugoslávského označení JDŽ 30. Jednalo se o pětinápravové lokomotivy se spřaženým tendrem o adhezní hmotnosti 90 tun a výkonu 1 800 koňských sil, určené pro dopravu nákladních vlaků. Zajímavostí je, že tyto lokomotivy měly po stranách kotle usměrňovací kouřové plechy, sloužící ke směrování kouře při vyšších rychlostech, třebaže vlečná rychlost byla 5 km/h a zpět se lokomotivy vracely tendrem napřed. K zaplavení tratě v prosinci 1969 došlo o tři měsíce dříve, než bylo ohlášeno. Dvě lokomotivy byly na místě sešrotovány, ale třetí zůstala na dně jezera. Podle některých zdrojů stojí pod vodou všechny tři stroje.

### Budování vodního díla
Po vleklých a opatrných jednáních rumunské a jugoslávské strany byl vytvořen projekt výstavby, která začala v roce 1964. Jednalo se o společný projekt obou zemí.  K přehrazení Dunaje došlo 8. srpna 1969 a 12. srpna téhož roku proplula částečně naplněným zdymadlem na rumunské straně první loď. Tím byla historie problému lodní dopravy soutěskou definitivně ukončena. Vodní dílo bylo slavnostně uvedeno do provozu 16. května 1972. Oficiálnímu aktu byl přítomen Josip Broz Tito a Nicolae Ceaușescu.
Do 21. století soutěska Železná vrata vstupuje s vysokým potenciálem místního i mezinárodního turistického ruchu.

## Soutěsky
Celková délka průlomového údolí se pohybuje kolem 120 km. Hranice geoparku Džerdap jsou dány výskytem vyvřelých hornin v řečišti Dunaje a takto stanovená délka srbského břehu je 117 km. V kontaktu s tvrdými horninami vytváří řeka mělké peřejnaté úseky a tak geologické hranice souhlasí s hranicemi, které údolí přiřadil člověk podle výskytu plavebních nebezpečí. Nejznámějšími a neobtížnějšími peřejemi byly prahy v Sipské soutěsce, kterými řeka údolí opouští. Právě tato část byla Turky nazvána Demirkapi a původní název Železná vrata, jako bod, za který se nesmí dostat noha nepřítele, označoval právě tento úsek. Za vstupní práh do průlomového údolí z druhé, tedy návodní strany, je označována široká mělčina za ostrovem Moldova Veche, z níž i nad hladinu přehradní nádrže ční skála zvaná Babakaj. Podle pověsti zde byla přikována nevěrná žena, krutost pověsti dobře koresponduje s obtížemi, které od tohoto místa Dunaj připravil říční plavbě. Skála se nachází na 1 039 km od ústí Dunaje a v morfologickém smyslu je považována za symbol začátku celého průlomového údolí. Skála se nachází v blízkosti rumunského břehu. Celé údolí se skládá ze sedmi celků – čtyř úzkých soutěsek, oddělených třemi širšími kotlinami.

### Golubacká soutěska
V dohledu od skály Babakaj se na srbském břehu nad hladinou tyčí hrad Golubac, který dal jméno první části údolí. Hrad byl vybudován ve 14. století a slovanské jméno získal z latiny po nedaleké římské pevnosti Columbria (Columba – holub). Podhradí zmizelo pod vodní hladinou, vyšší část stavby byla ošetřena v rámci mezinárodního projektu „Cultural Route – Fortresses on Danube“. Pevnost byla většinou pod tureckou nadvládou, v běhu dějin ale i pod nadvládou bulharskou, maďarskou, srbskou a rakouskou. V Srbsku je památkou mimořádného významu a jako výrazný prvek v krajině je ideálním strážcem vstupu do soutěsky.
Říční koryto je široké pouze málo přes 200 metrů a hloubka Dunaje zde dosahuje 14–45 metrů. Délka soutěsky je 14,5 km V době nízkých stavů na hladinu vyčnívá množství skalních výstupků a v historických dobách mnoho plavidel končilo svou cestu již zde. Kromě skály Babakaj, která stojí na začátku, je nejznámější stolová skála Stěnka, která Golubackou soutěsku ukončuje. V této části vodní cesty dochází ke kompletní přeměně geologického podloží řečiště. Zatímco Babakaj je ještě zcela vápencová, Stěnka je ze žuly.

Největším přítokem je pravostranná Brnička, která vytváří hluboké krasové údolí s kolmými vápencovými srázy o výšce 150 – 420 metrů a četnými menšími vodopády. Nad kaňonem vede nejznámější turistická stezka v této části národního parku. V povodí říčky se vyskytují cenné reliktní ořešákové a lipové bučiny.

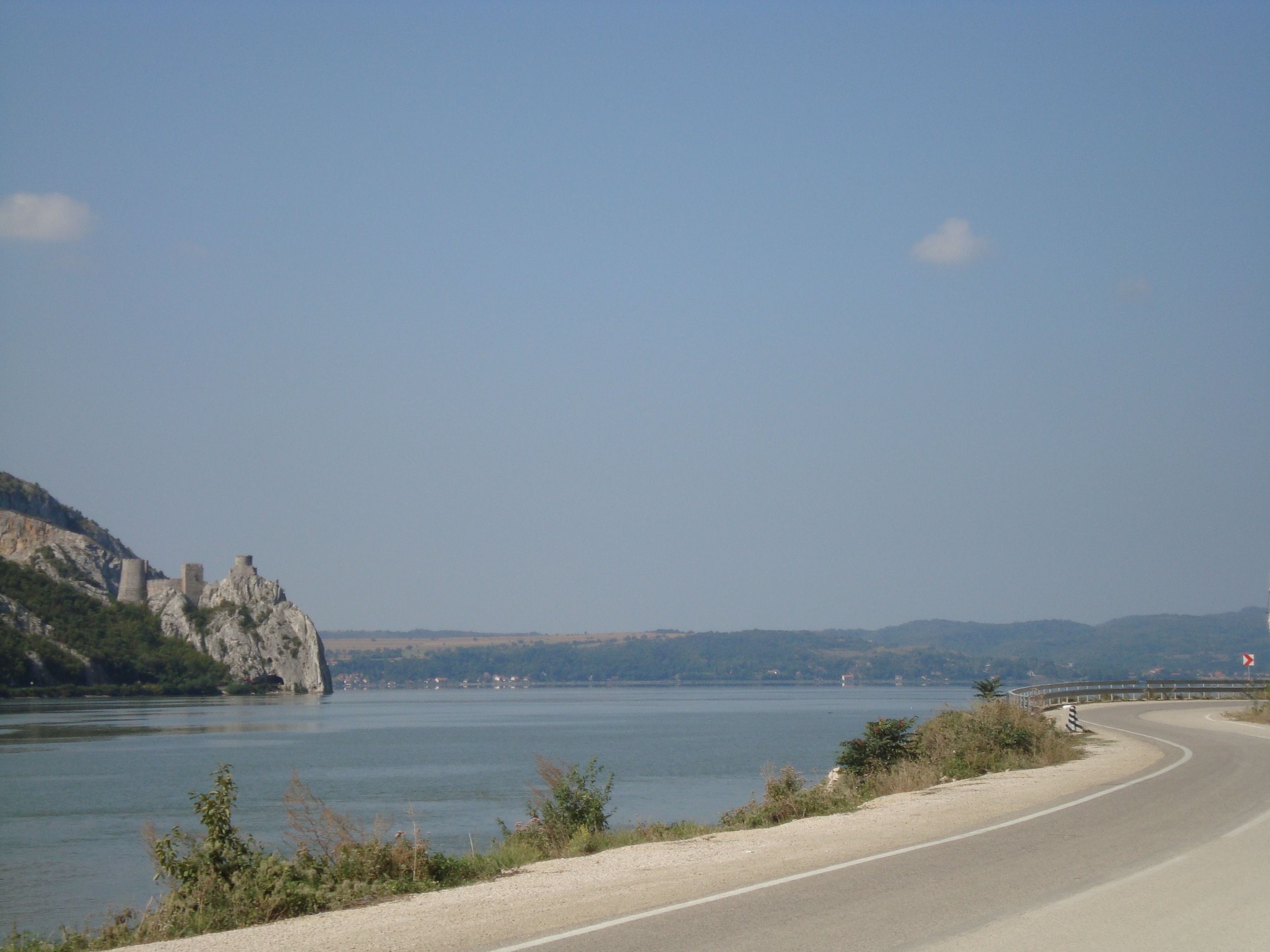
Vstup do údolí Železná vrata
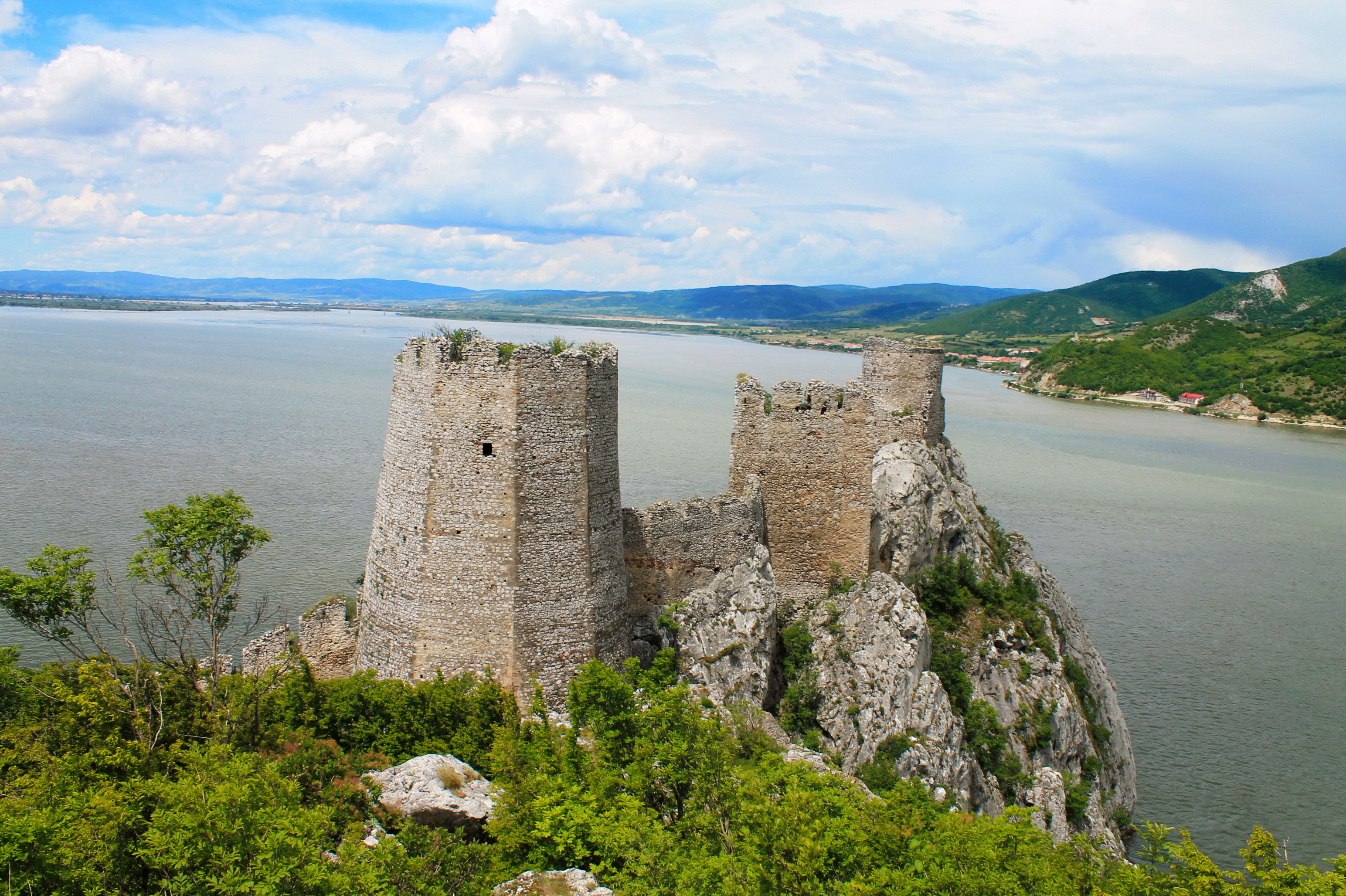
Golubac nad Dunajem
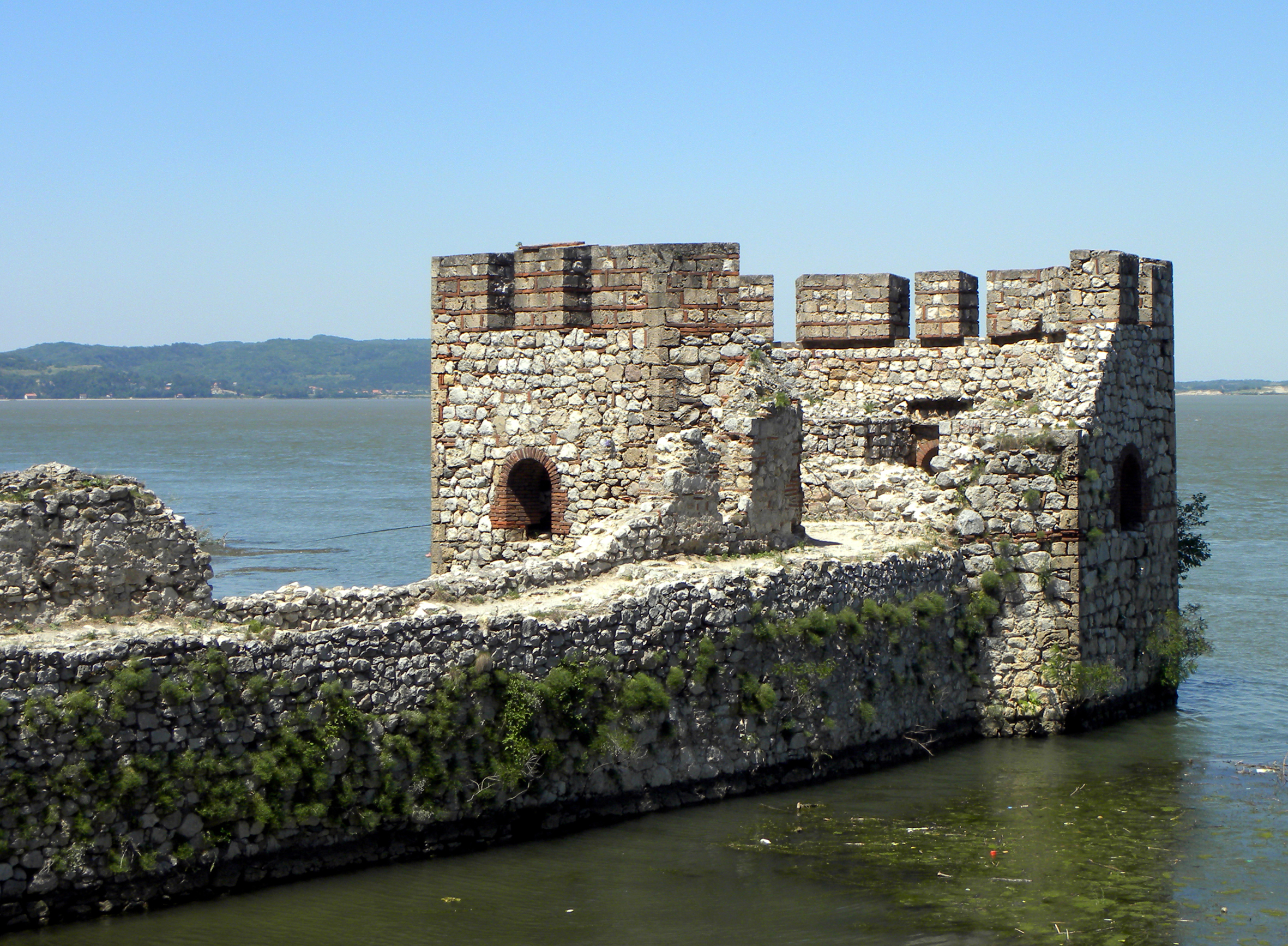
Utápěné podhradí
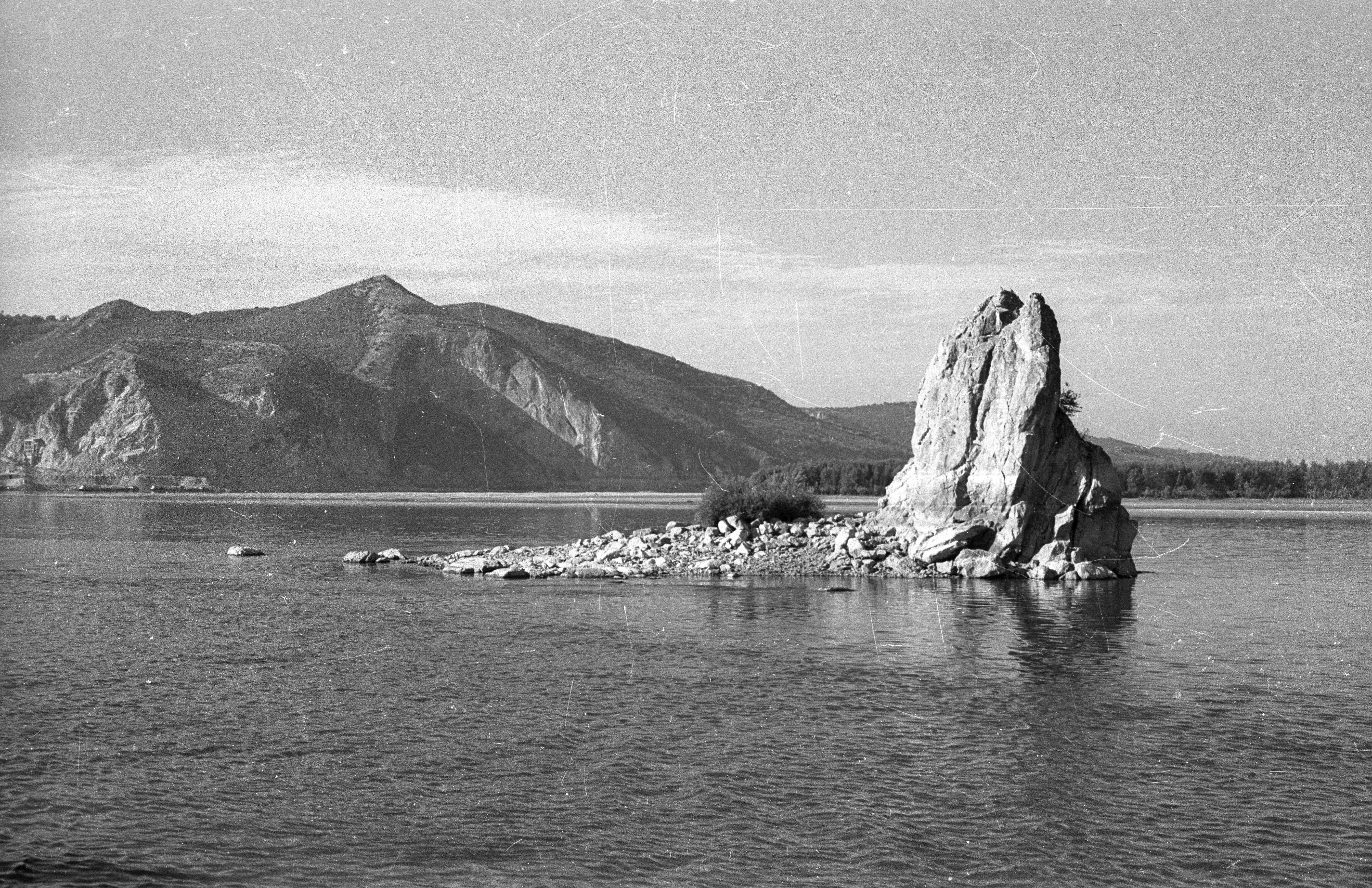
Skála Babakaj před napuštěním jezera
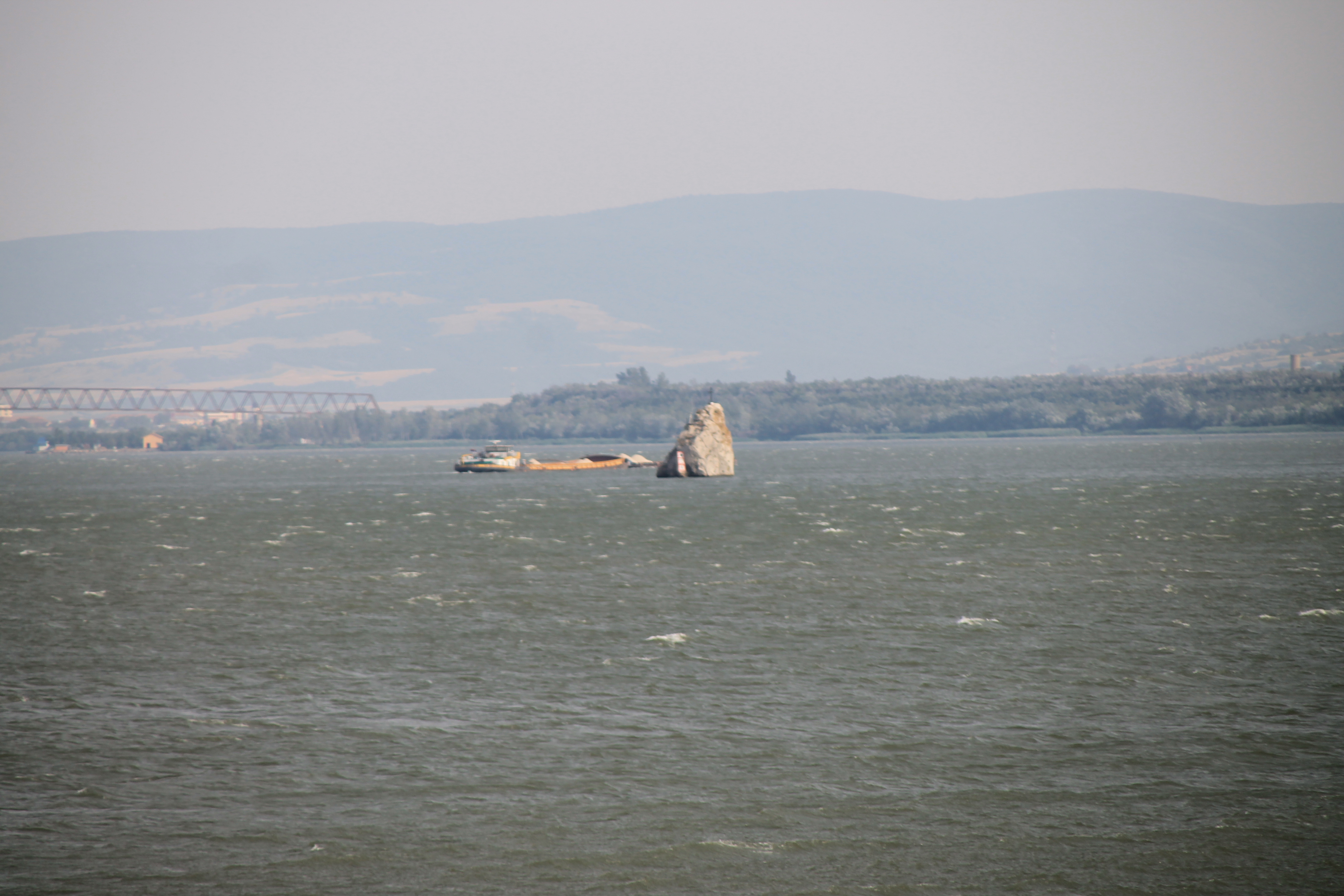
Babakaj v přehradní nádrži
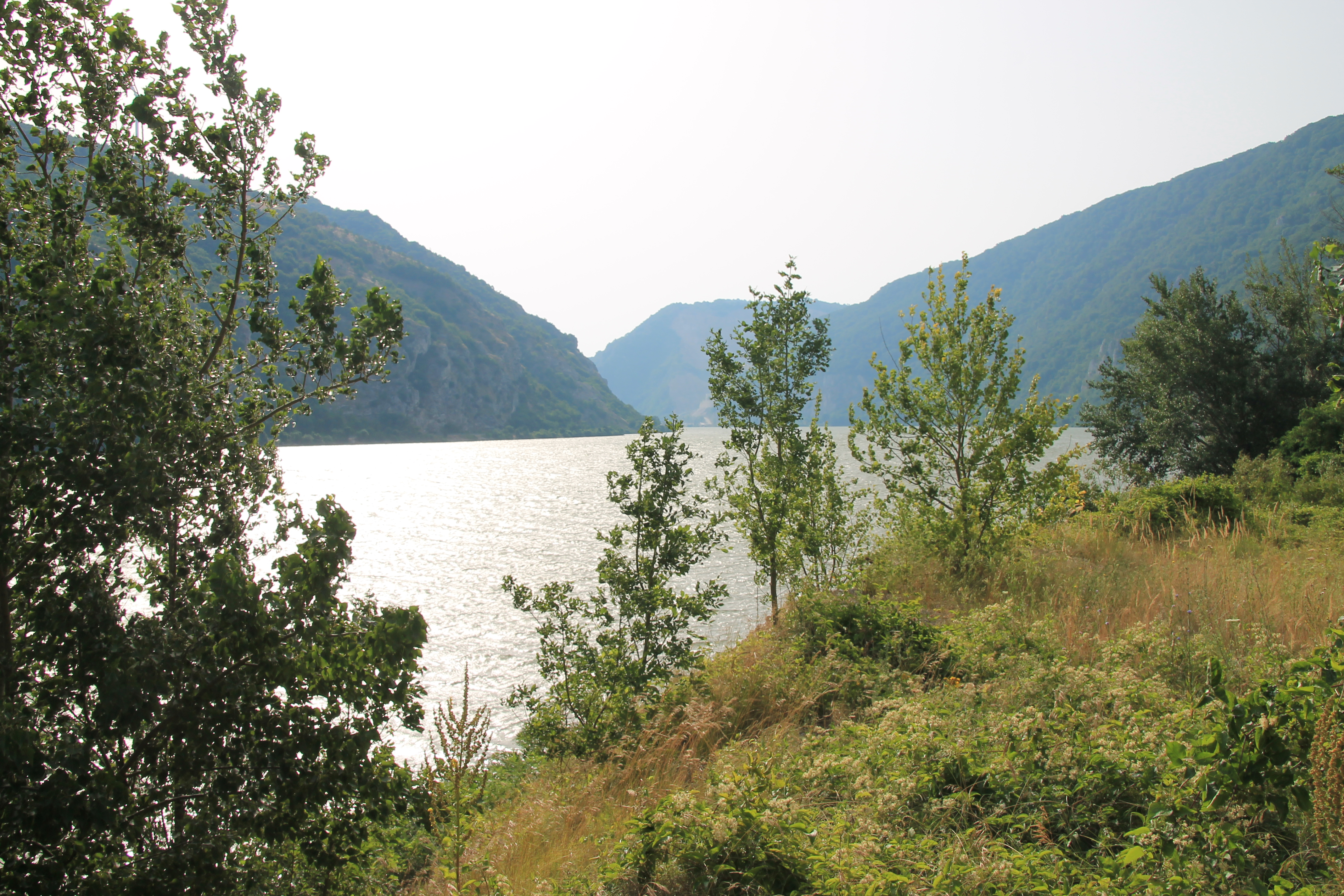
Golubacká soutěska
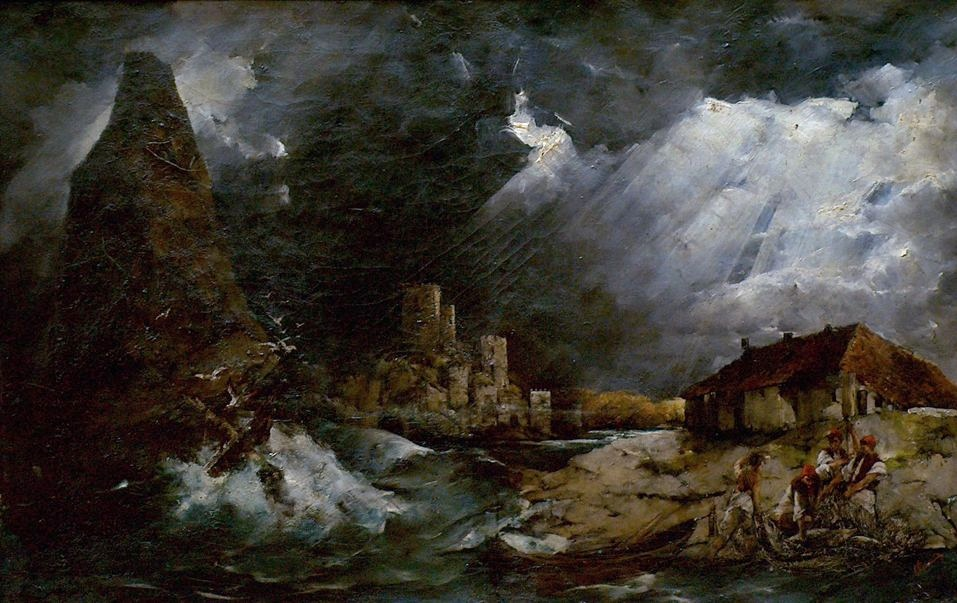
Babakaj a Golubac, olejomalba z roku 1892

### Ljupkovská kotlina
První výrazné rozšíření úseku nese název po rumunské vesnici na levém břehu řeky zvané Ljupkova. Zde se koryto rozšiřuje na cca 1500 metrů a hloubka Dunaje se snižuje na 10–15 metrů. Rumunský břeh je výrazně plošší, s výraznou orební výměrou. Po celé délce rumunské údolí lemuje silnice, z níž je na mnohých místech možné v celku přehlédnout strmé srbské břehy s pozadím hřebenu Šomrda, s vrcholy přesahujícími nadmořskou výšku 800 metrů.

### Soutěska Gospodin Vir
Turbulence říčního toku se zde do názvu dostala i ve slovanské podobě. Soutěska je 15 km dlouhá a v nejužších místech se zužuje na 220 m. Výška okolních svahů dosahuje 500 metrů nad hladinu Dunaje. Šířka se pohybuje v rozmezí pouhých 220 až 380 metrů a ve dně se vytvořilo množství hlubokých hrnců. Právě zde Dunaj dosahuje největší hloubky. Dramatické místo příhodné pro mytické fantazie přilákalo i obyvatelstvo v době kamenné, bylo zde objeveno archeologické naleziště Lepenski vir. Cenné nálezy včetně základů stavení byly přeneseny do Archeologického muzea nad hladinu přehradní nádrže.
Soutěsku Gosopodin vir ukončuje mocný útes na srbském břehu, zvaný Greben.  Na Geologickém kongresu v Budapešti v roce 1990 byl označen jako „nejkrásnější útes na Balkáně“ a pro svou geologickou hodnotu je často označován jako „Kniha geologické historie" této části Podunají. V průřezu zobrazuje téměř celou geologickou historii praoceánu Tethys.  Útes dosahuje nadmořské výšky 119 metrů a poskytuje vyhlídku na Lepenski Vir, celou soutěsku Gospodin vir a většinu Donji Milanovackého údolí.

### Donje Milanovacká kotlina
Po opuštění Grebenu následuje široké údolí, měnící zhruba v polovině jihovýchodní směr na severovýchodní. Jezero o šířce až 2 km tak vytváří výraznou vodní plochu ve tvaru V, která i ze satelitních pohledů poukazuje na umístění celého průlomové údolí. V místě zalomení směru se do Dunaje vlévá zprava řeka Porečka. Její kaňonovité vápencové údolí je geologicky stejně cenné jako Greben a na jejich svazích se vyskytují nerozsáhlejší reliktní šeříkové porosty. Naproti ústí Porečky do Dunaje vyčnívají v těsné blízkosti rumunského břehu z hladiny dvě věže zříceniny Cetatea Mediavala Tricule – Pevnost tří věží. Třetí věž zmizela pod vodní hladinou, za nízkých stavů se její ochoz objevuje. Pevnost vznikla v 15 . století. Měla sloužit jako ochrana proti Osmanům a jako konkurence proti Turky obsazenému Golubaci. Od roku 1792 sloužila do konce 19. století jako celní hrad.
Okolí údolí je hornaté na obou březích, pozadí údolí na srbské straně tvoří pohoří Liškovac. Zde byl objeven neolitický důl Rudna Glava.

Sídlo, která dalo údolí jméno, se nacházelo u ústí Porečky a bylo zatopeno. Během výstavby přehrady byl založen nový Donji Milanovac. Poblíž se nachází etnografický komplex Kapetan Mišin breg.

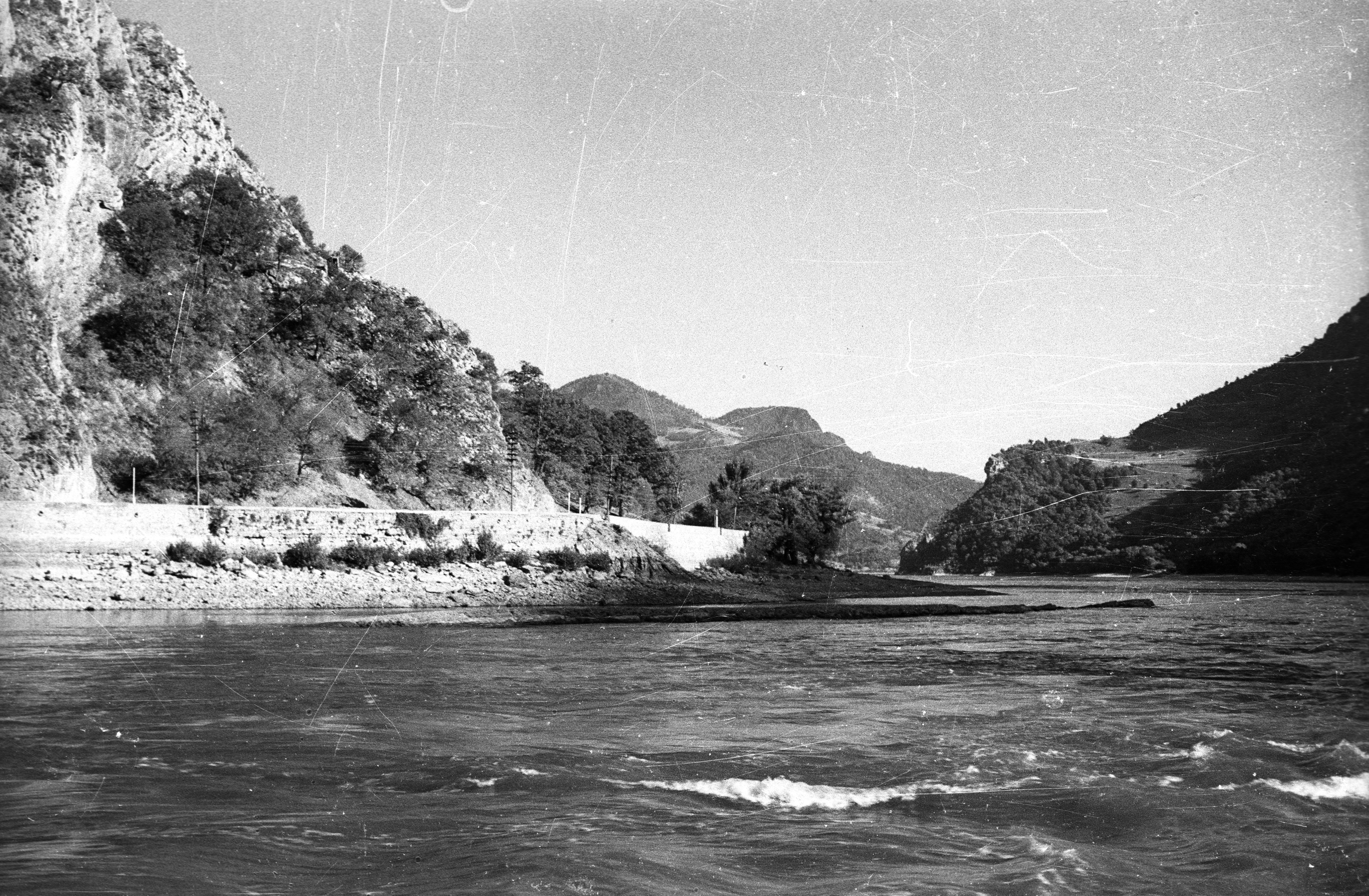
Gospodin vir – historické peřeje (1963)
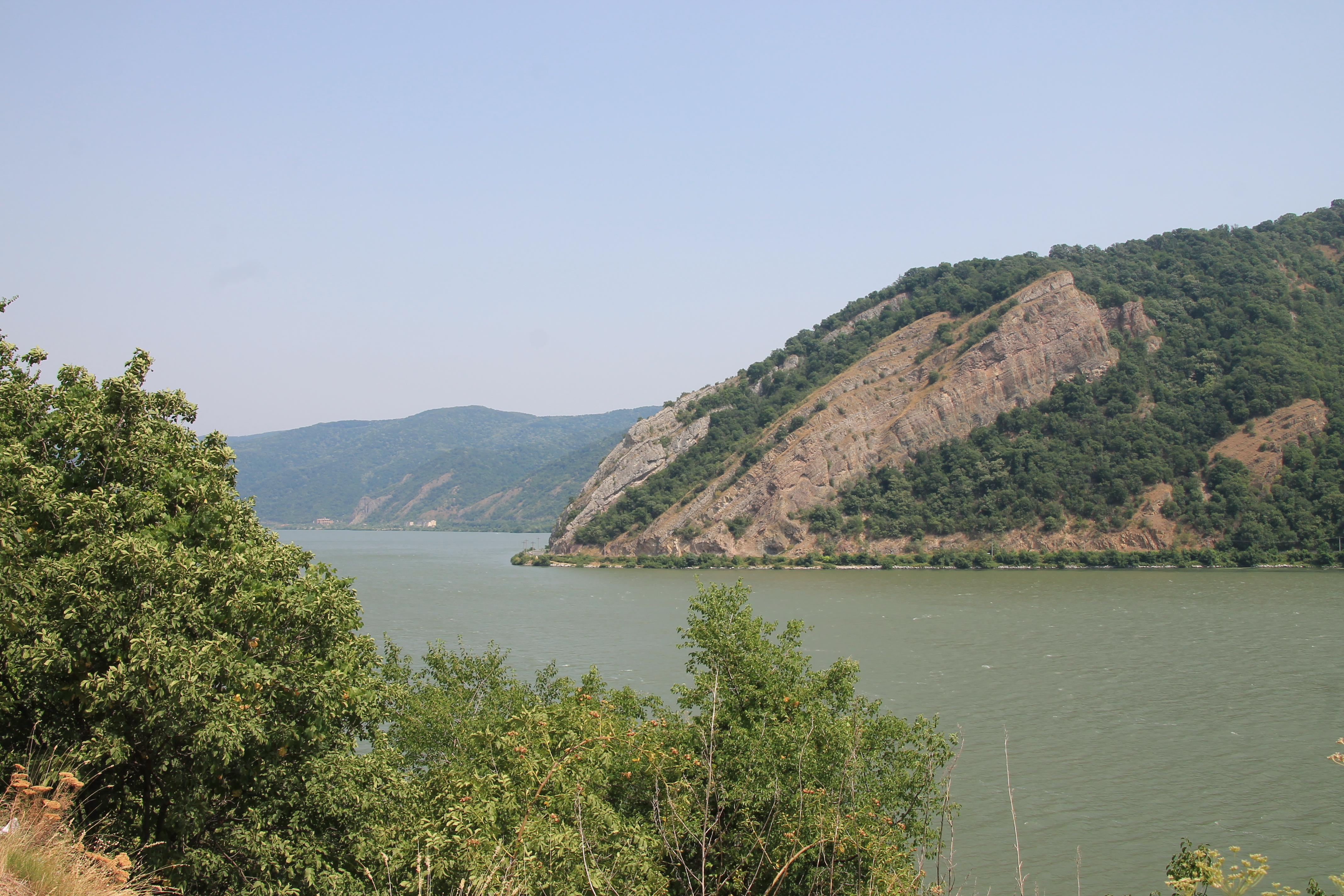
Gospodin Vir
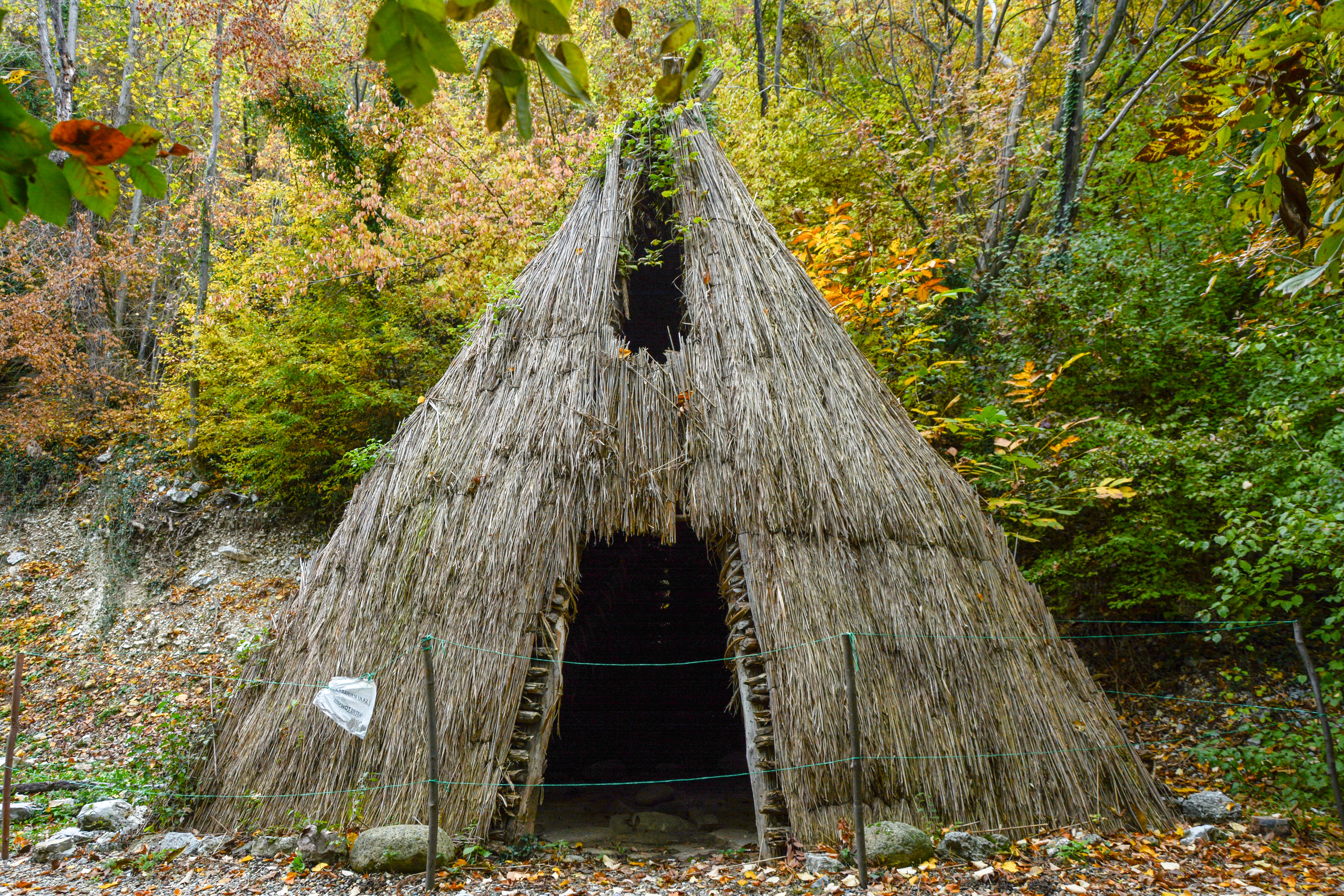
Lepenski vir
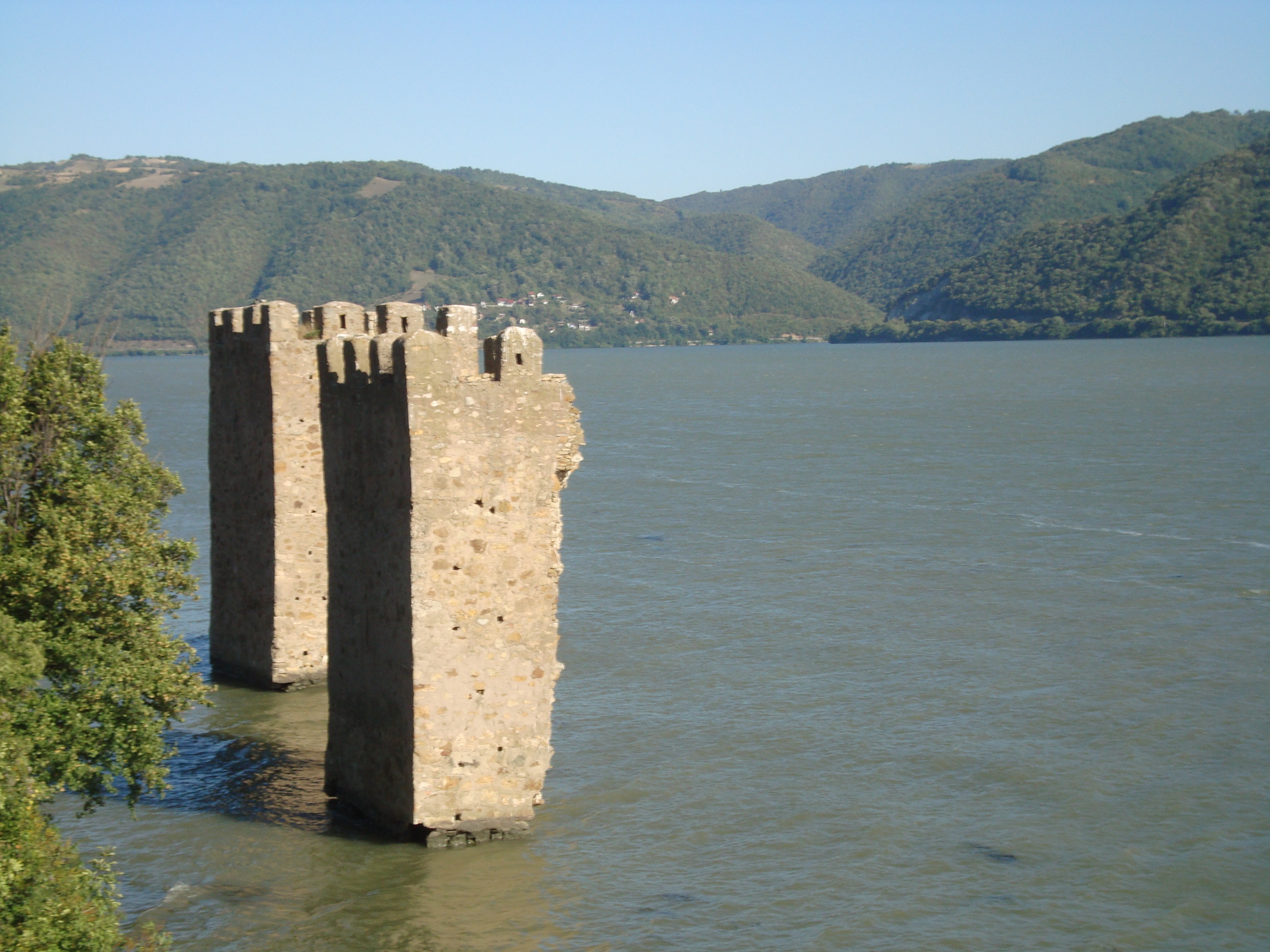
Pevnost tří věží
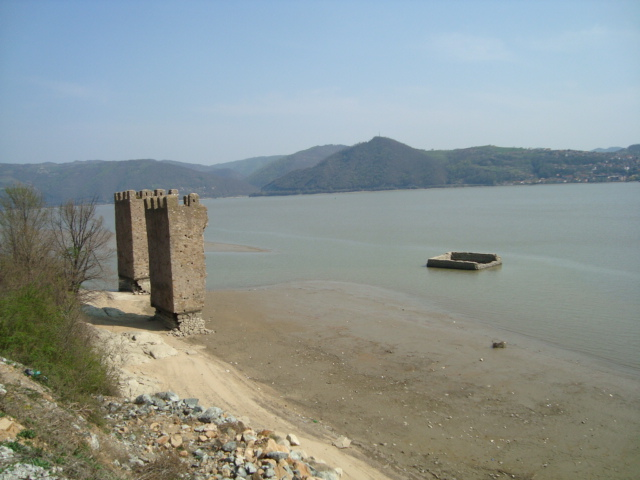
Pevnost tří věží při nízké hladině
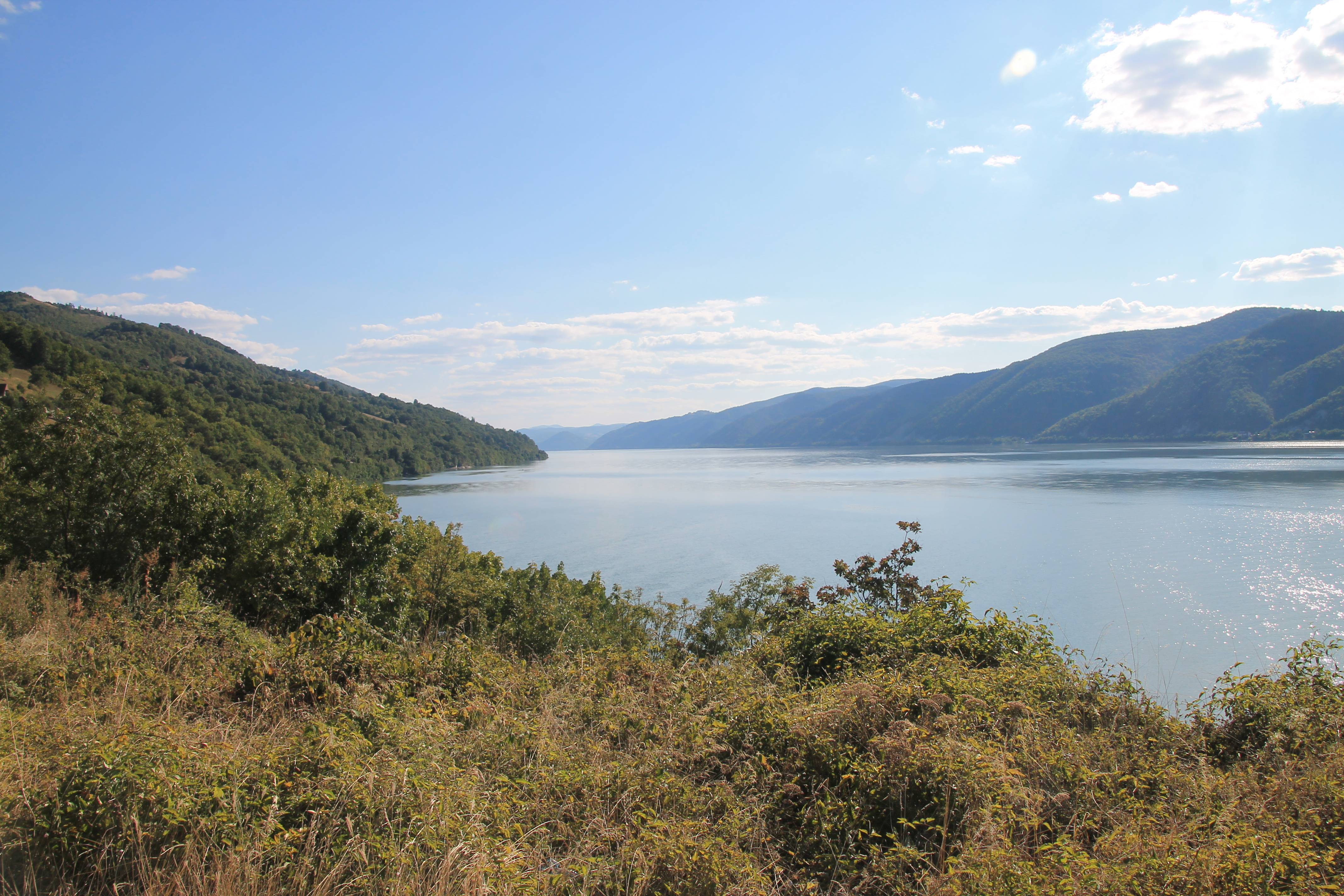
Donji Milovanecké údolí
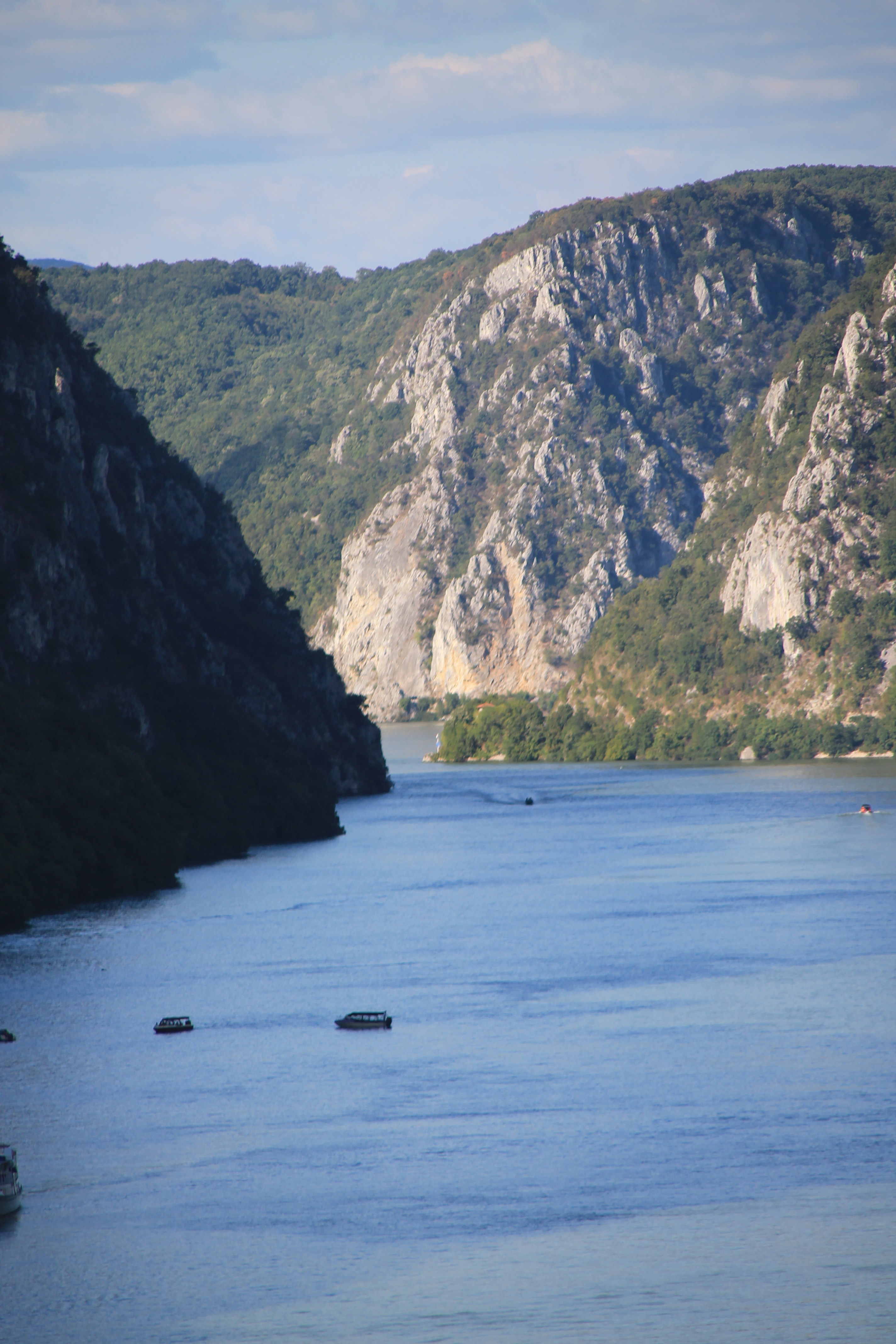
Ústí Porečky

### Kazanská soutěska
Soutěska se skládá ze dvou částí. Po proudu je první Veliký Kazan, jehož koryto je široké 150 až 170 metrů a strmé skalnaté břehy dosahují kolmé výšky 300 metrů. Jedná se o nejužší část celého průlomového údolí. Následuje Malý Kazan o šíři koryta 180 až 300 metrů.
Při pohledu po vodě k Malému Kazanu se oba břehy sbíhají a Dunaj vypadá, jako by vyvěral zpoza skal. Jelikož z řeky nejde získat povědomí o počtu plavidel v soutěsce, byly v 19. století na jejich březích vybudovány signální stanice. Informace o situaci v plavební dráze kapitáni plavidel vyčetli z barvy veliké kulové návěsti, kterou nad hladinu umístilo pohyblivé ocelové rameno. Informace pro lodi plující po proudu obstarávala stanice na pravém břehu, stanice na levém břehu signalizovala lodím plujícím proti proudu. Po zatopení oblasti zůstala nad vodou srbská stanice, nad místem zatopené rumunské stanice byla postavena replika zatopeného kláštera Mraconia. Obě stavby jsou předmětem turistického zájmu v dosahu silniční dopravy.
Na hranici s Oršavskou kotlinou se na srbském břehu nalézá Tabula Traiana, která byla před zaplavením zachráněna a přemístěna těsně nad novou hladinu.

Na rumunském břehu se nad ústím říčky Mraconia tyčí nejvyšší skalní reliéf v Evropě, 55 m vysoká tvář dáckého krále Decebala. Dílo v letech 1994–2004 vytvořilo 12 umělců – horolezců a realizace stála rumunského mecenáše více než milion dolarů.

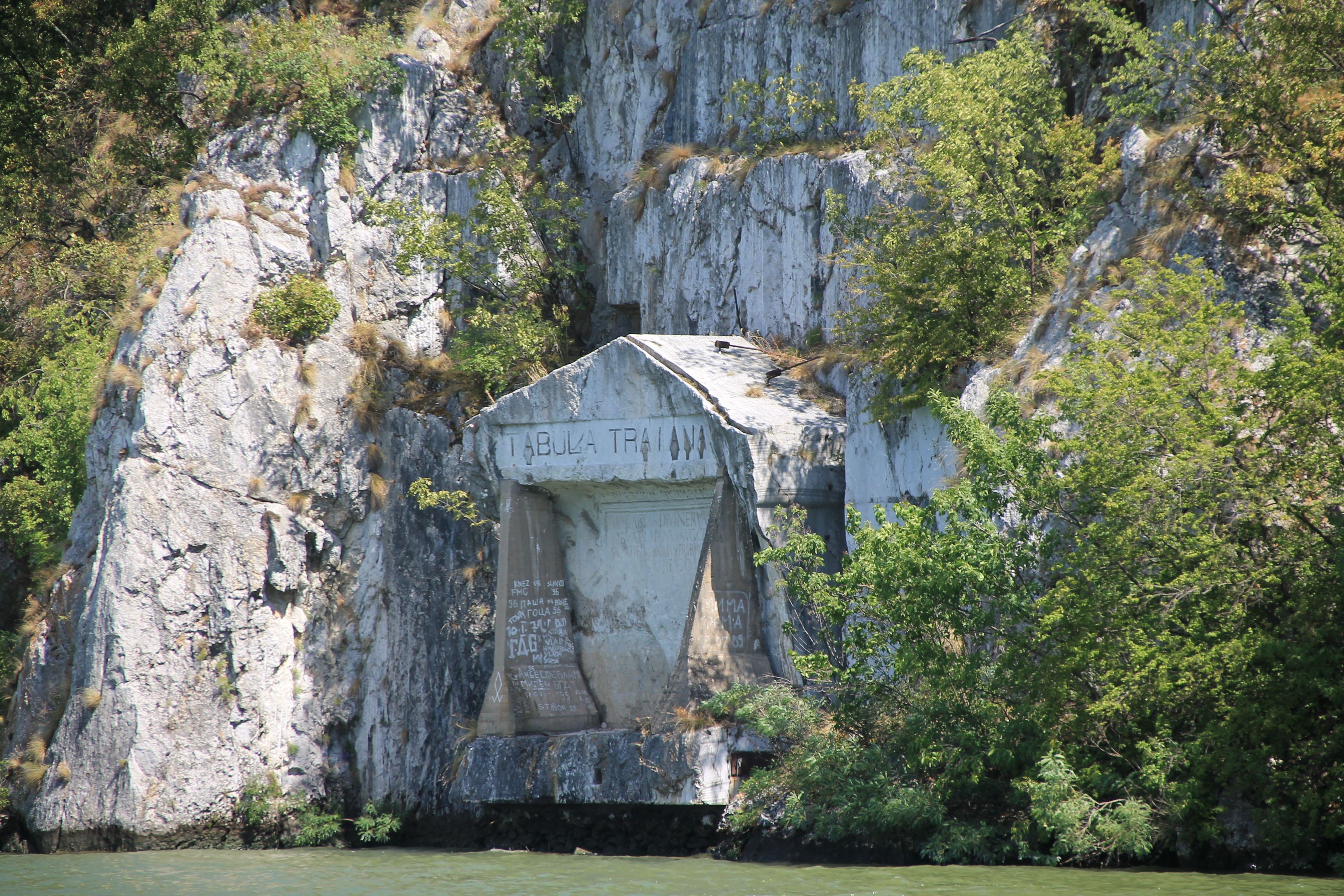
Tabula Traiana
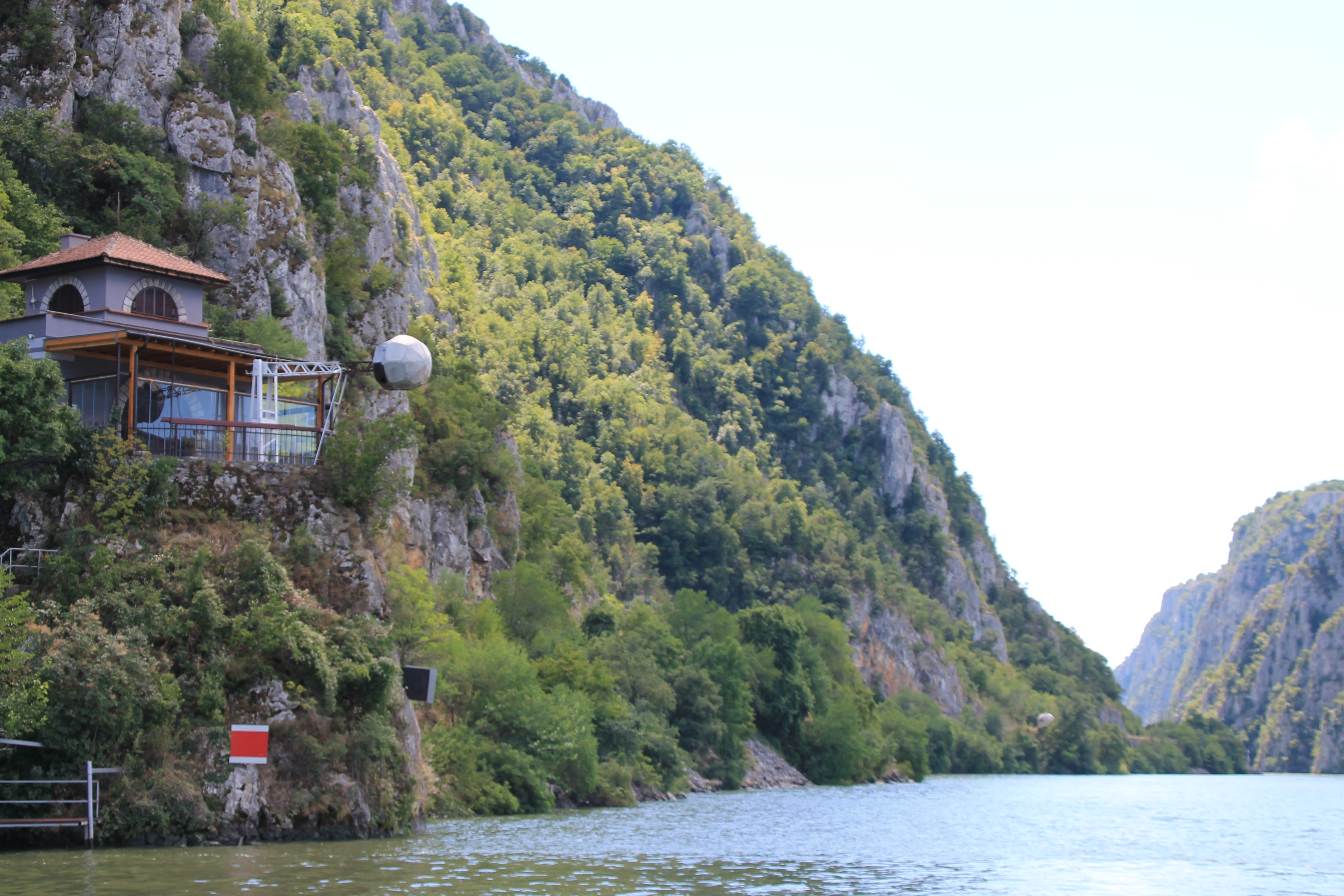
Signální stanice Varnica
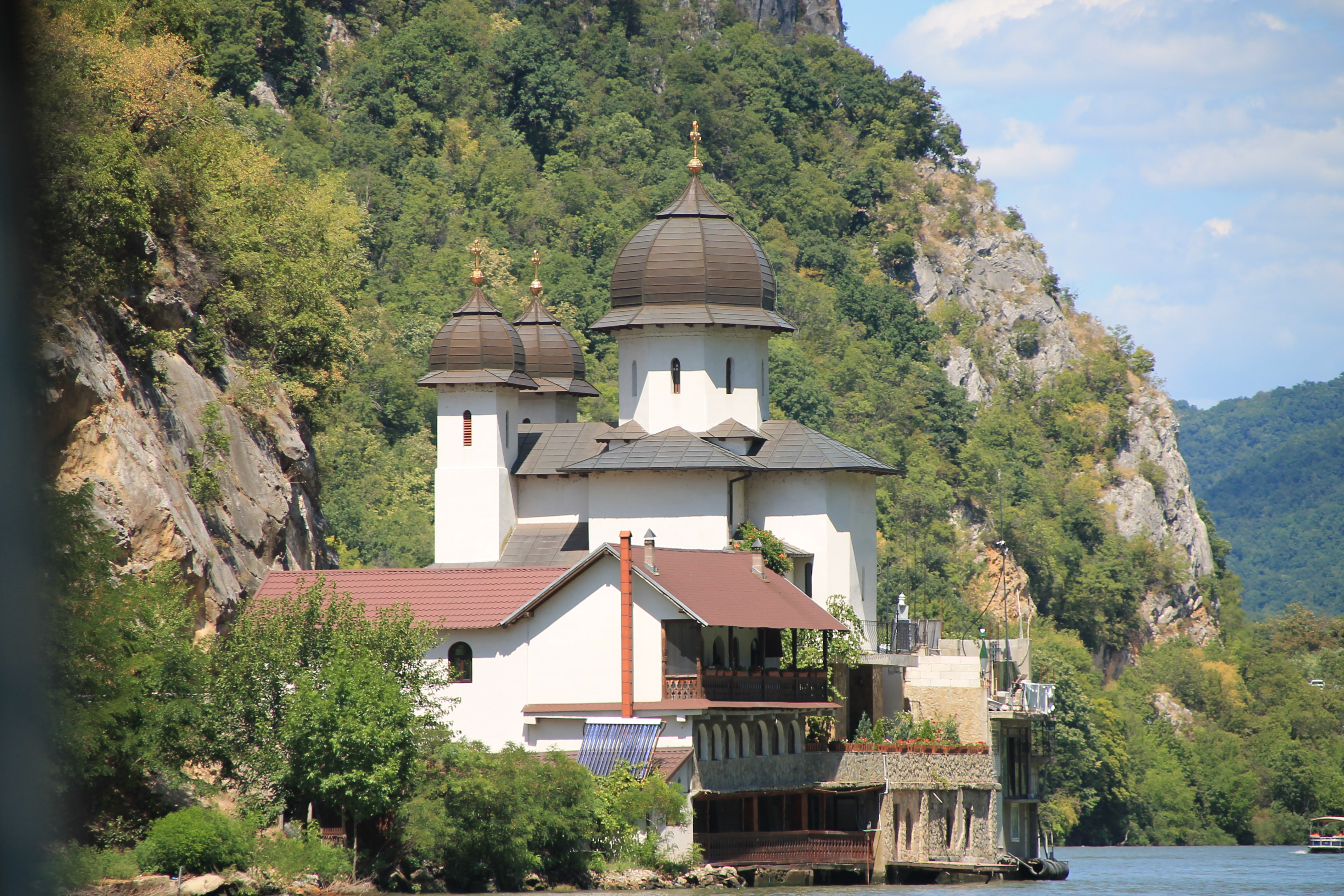
Klášter Mraconia
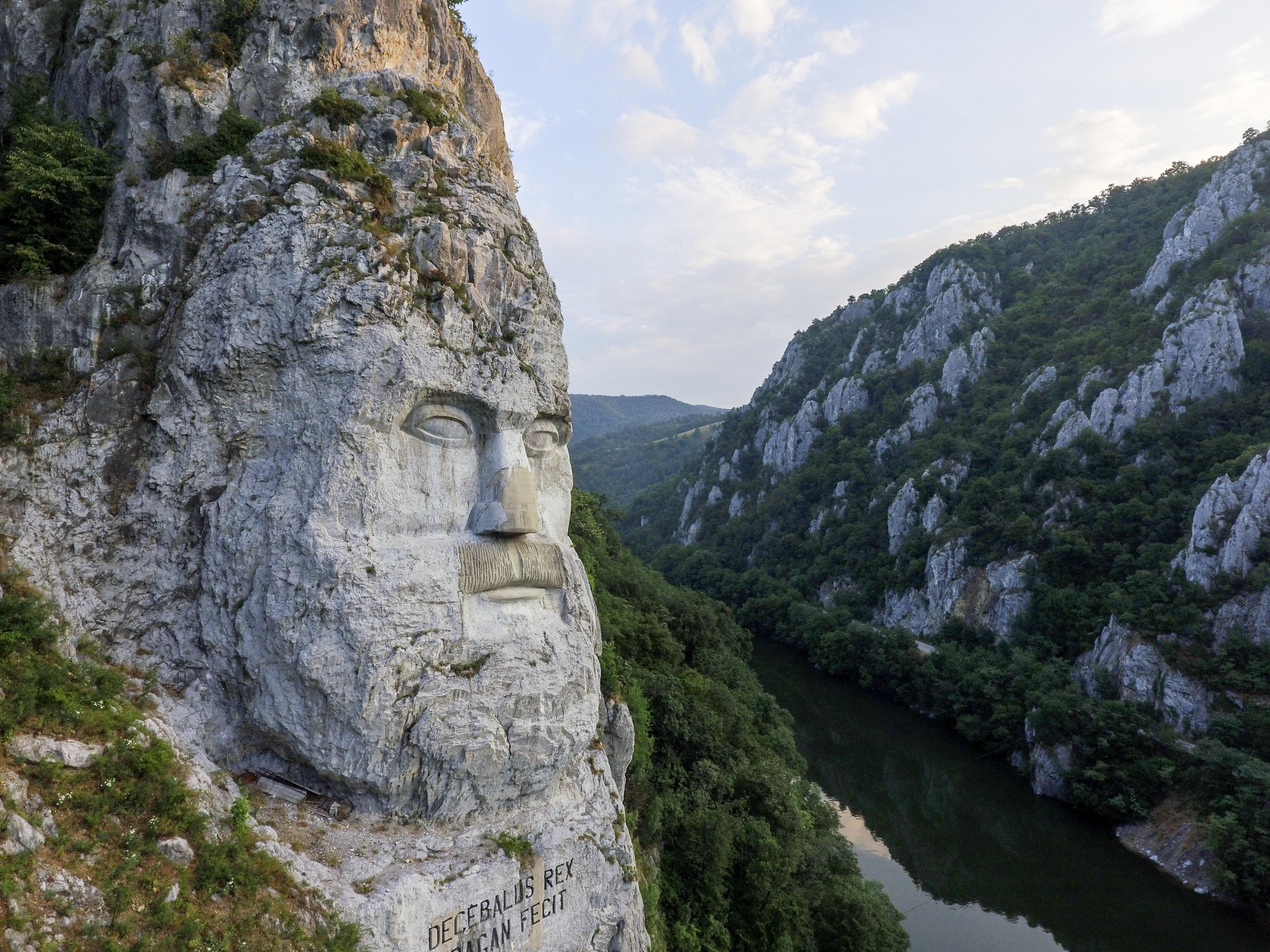
Skalní socha krále Decebala
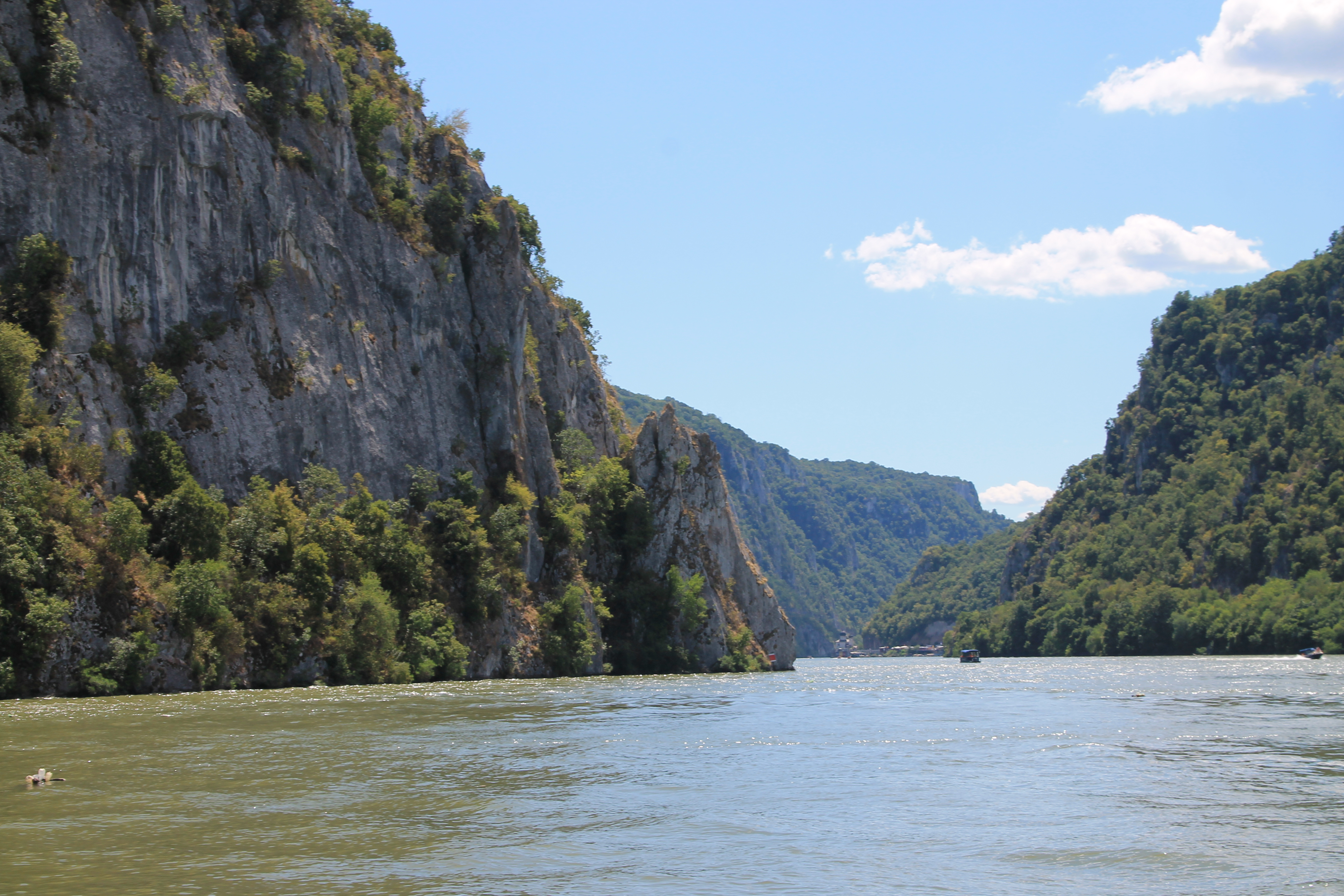
Vstup proti proudu do Malého Kazanu
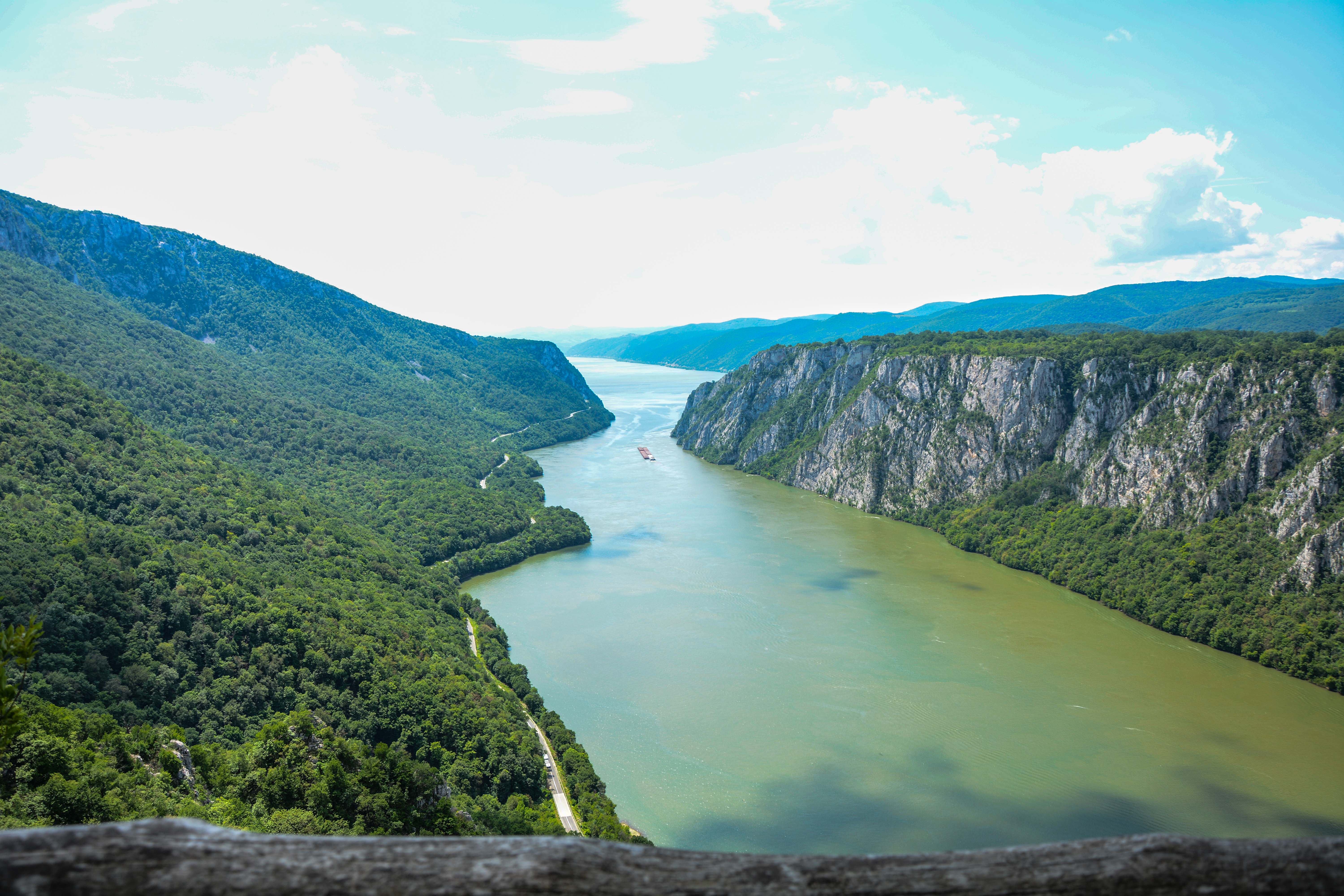
Ciucarul Mare a Veliký Kazan z vyhlídky Ploče
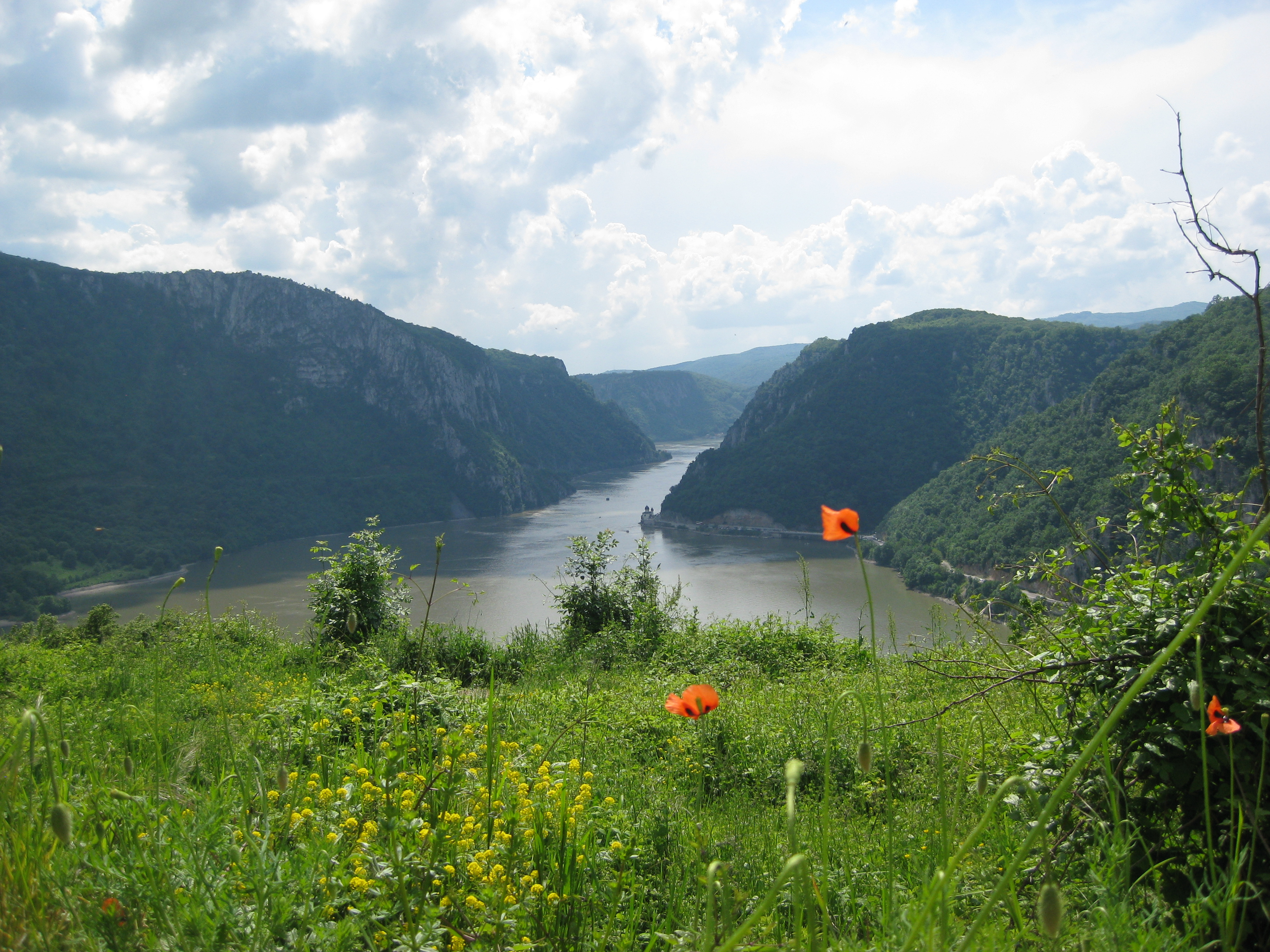
Pohled do Malého Kazanu z Oršavské kotliny

Největšímu zájmu návštěvníku se těší přírodní krásy. Pěší turistika je více rozvinuta na srbské straně a poskytuje rozhledy z větších nadmořských výšek. Z vyhlídek, které poskytují vrchy Veliki a Mali Štrbac a náhorní skála Ploče, lze přehlédnout celou Kazanskou soutěsku, především její nejvýraznější složku, rumunský stolový vrch Ciucarul Mare. Jeho stěna vytváří nejdelší kolmý sráz soutěsky. Podle pověsti s něj z nešťastné lásky skočila dívka ve žlutých šatech a během pádu zanechávala na skále cáry žluté látky, které se proměnily ve žluté květy vzácného banátského tulipánu. Podle jiné pověsti vznikly tyto vzácné rostliny ze slziček děvčátka, které vyhnala do divočiny macecha. V dubnu tyto rostliny, které rostou pouze na jižním svahu Ciucarul Mare, oživují nedostupný břeh a stávají se jedním z dalších lákadel turistů a botaniků. Truchlivost obou pověr o vzniku tulipánu, který neroste nikde jinde, dobře koresponduje s popisem soutěsky v Ottově slovníku naučném: “Ostatní části nelze ani z daleka srovnati s velkolepou, ba příšernou krásou nejužší části její, soutěskou Kazanskou.“

### Oršavská kotlina
Údolí spojuje nejznámější soutěsky, úzkou a hlubokou Kazanskou  a širší a peřejnatou Sipskou. Jedná se o údolí nejširší, jehož podloží tvoří z velké části písčité a štěrkovité naplaveniny levostranného přítoku Cerna. Po napuštění jezera zde voda zaplavila ostrov Ada Kaleh, na němž se nacházelo město s několika tisíci obyvatel. Šlo o centrum říční dopravy, významný přístav i shromaždiště pašeráků. Zaplavena byla většina starého historického města Oršava. Na březích nádrže bylo vybudováno nové stejnojmenné město.

### Sipská soutěska
Pro cestovatele proti proudu byla vstupem do údolí. V takovém směru přišli i Turci a tak právě toto místo pojmenovali Demirkapi – Železná brána. Kamenité řečiště s prudkým tokem bylo nejnebezpečnějším úsekem pro plavbu a omezovalo dobu plavby pouze na vysoké vodní stavy. Po napuštění přehradní nádrže se jedná o klidnou hladinu, pod níž jsou ukryty zbytky města Oršavy, hráz Sipského kanálu, trať slavné říční železnice i nákladní lokomotiva. Po opuštění soutěsky se krajina rozevře a objeví se hráz elektrárny.

## Přechod do Vlašské nížiny
Po výtoku z údolí protéká Dunaj mírně zvlněnou krajinou, kterou tvoří poslední projev Alpinského vrásnění formou mírněji nadzvednutého dna druhohorního oceánu. Na tuto cestu se řeka vydává po průchodu turbínami největší elektrárny na Dunaji. Vzhledem k dějinnému strategickému významu oblast poskytuje množství cenných archeologických objektů.
Přehrada Železná vrata I byla vybudována v letech 1964–1972 a je nazývána podle soutěsky Železná vrata. Nádrž tvoří část hranice mezi Rumunskem a Srbskem. Je využívaná k plavbě typu řeka–moře a naopak. Přehrada je vysoká 63 m a dlouhá 1200 m, s hydroelektrárnou o kapacitě 2100 MW, po dokončení zvedla hladinu Dunaje o 33 metrů. Lodní doprava je zajištěna pomocí lodních propustí, které jsou součástí vybudované přehrady.
Pod vodním dílem se nachází jedno z největších a nejzachovalejších římských opevnění Castrum Diana. Bylo postaveno z tesaného kamene, pravděpodobně v letech 100 až 101 za císaře Trajána. Svého času byla Diana nejdůležitějším opevněním hranice Limes moesiae.
Pevnost o rozměrech 100 x 200 metrů s věžemi na hradbách získala svou konečnou podobu na konci 3. a na začátku 4. století. V polovině 5. století byla pevnost zničena Huny a kolem roku 530 byla obnovena císařem Justiniánem. Archeologické naleziště se nachází na srbském břehu asi 1 500 metrů pod přehradou.

Dále po toku se nachází zbytky největší mostní stavby starověku. Trajánův most nestál ani půl století. Císař Hadrián jej nařídil zničit, aby barbarům ztížil přechod přes Dunaj. Mostní opěry lze nalézt u města Drobeta-Turnu Severin na rumunském a u města Kladovo na srbském břehu.  V roce 1865 odhalil rekordně nízký stav řeky všech 20 pilířů. Zasahovaly do říční plavby a po dlouhé debatě byly v roce 1906 zbořeny 2 pilíře. Do roku 1932 se zachovalo 16 podpěr a v roce 1982 jich archeologové zaznamenali jen 12.

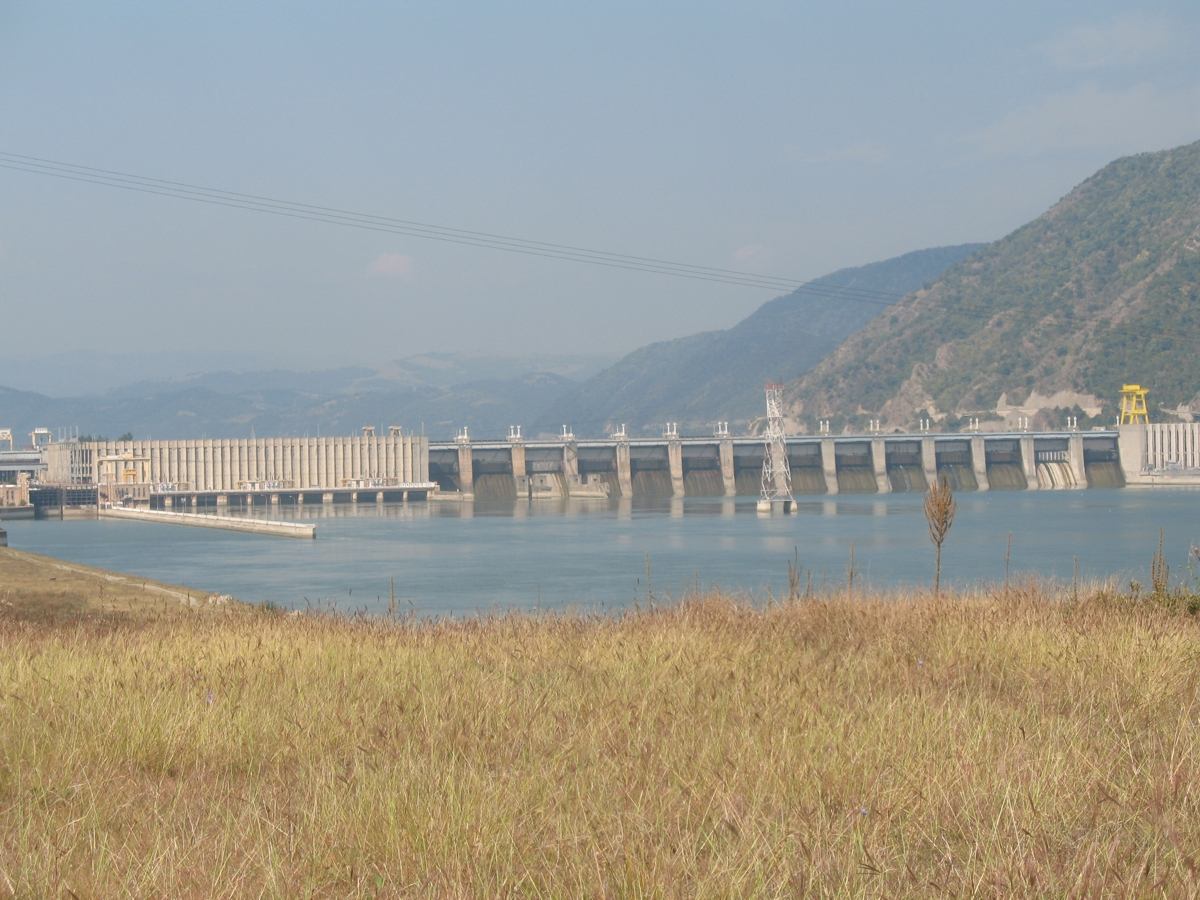
Pohled na přehradu od pevnosti Diana
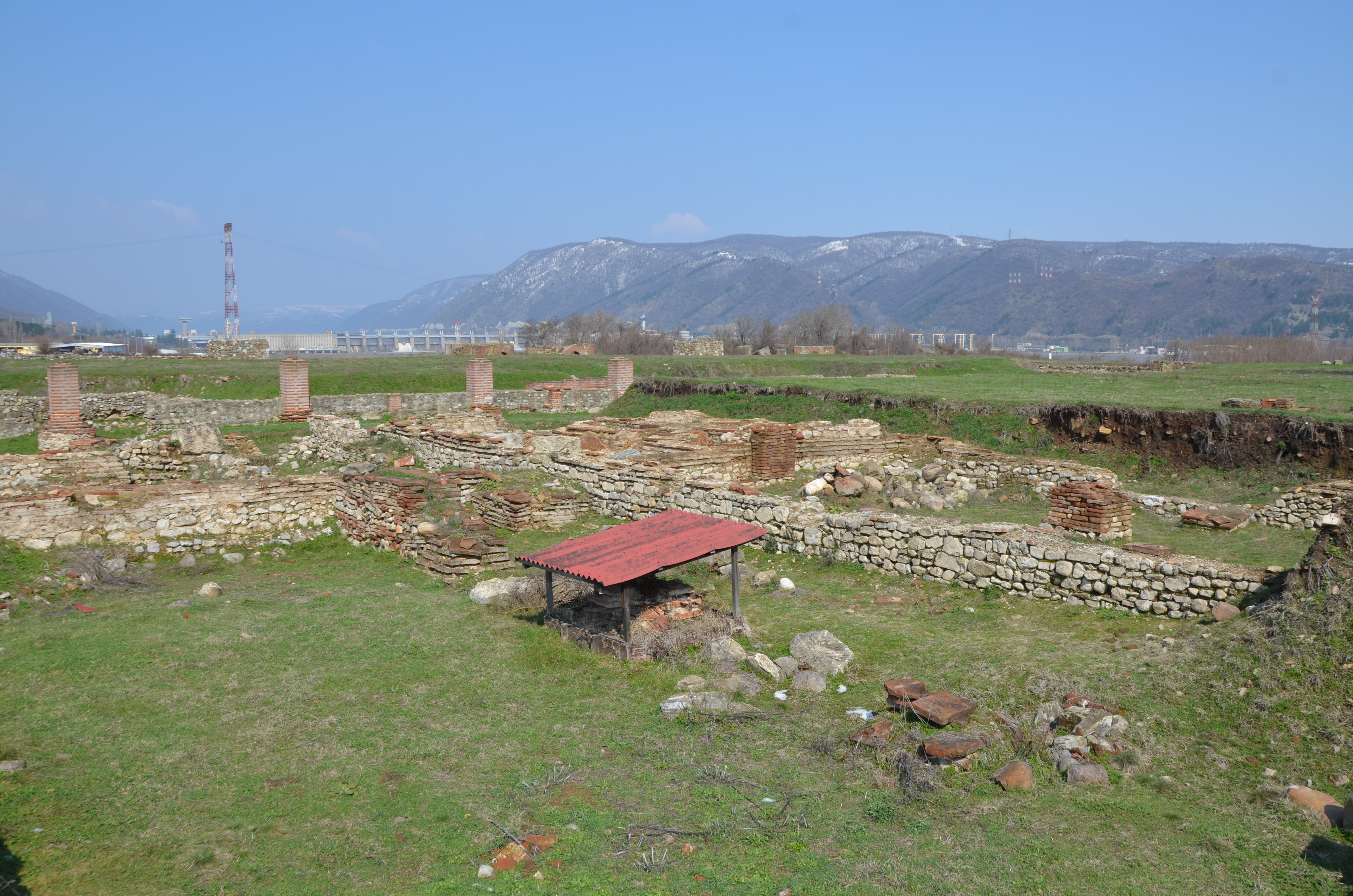
Pevnost Diana, v pozadí přehrada
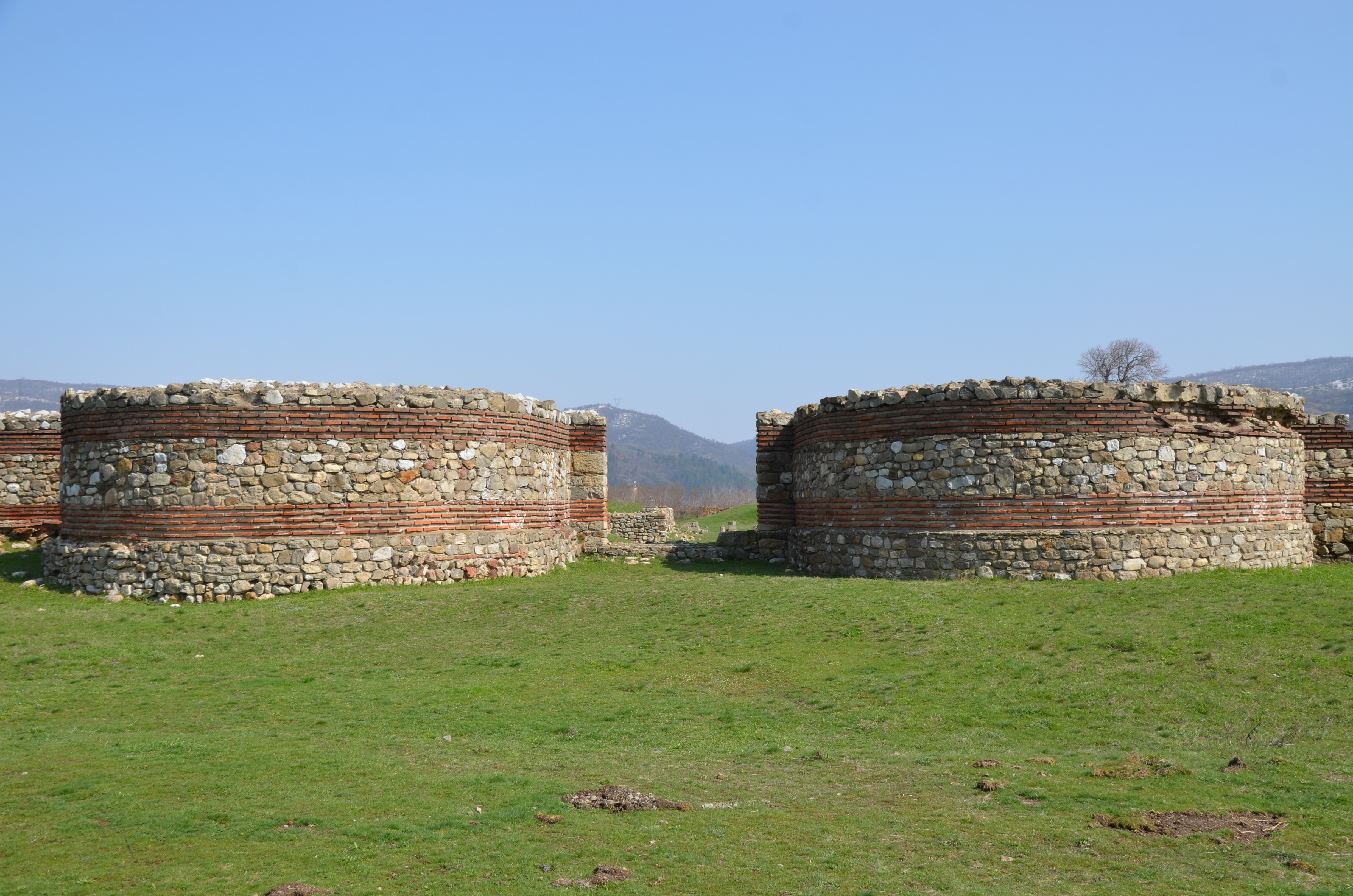
Diana, základy věží
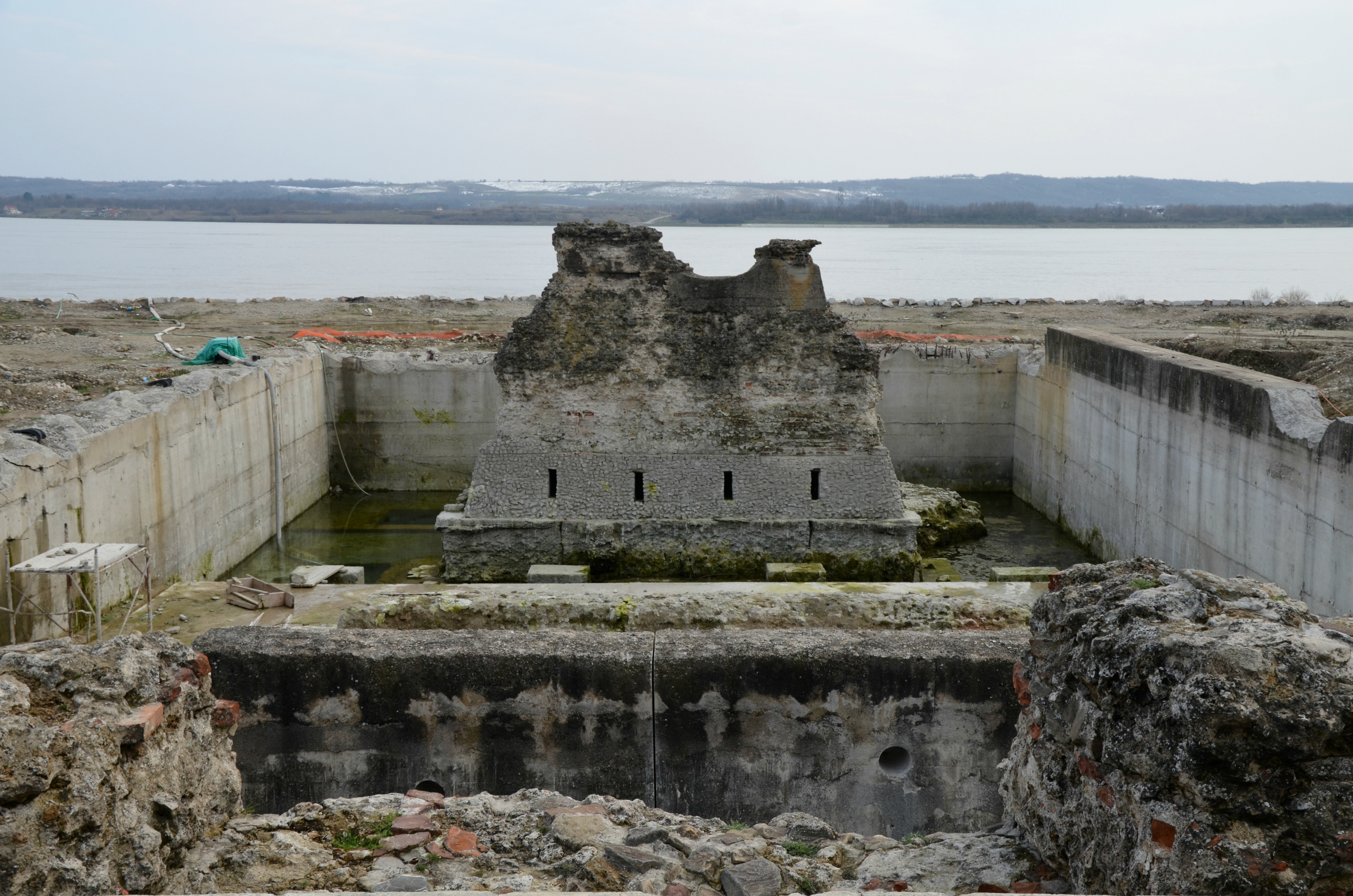
Trajánův most na rumunském břehu
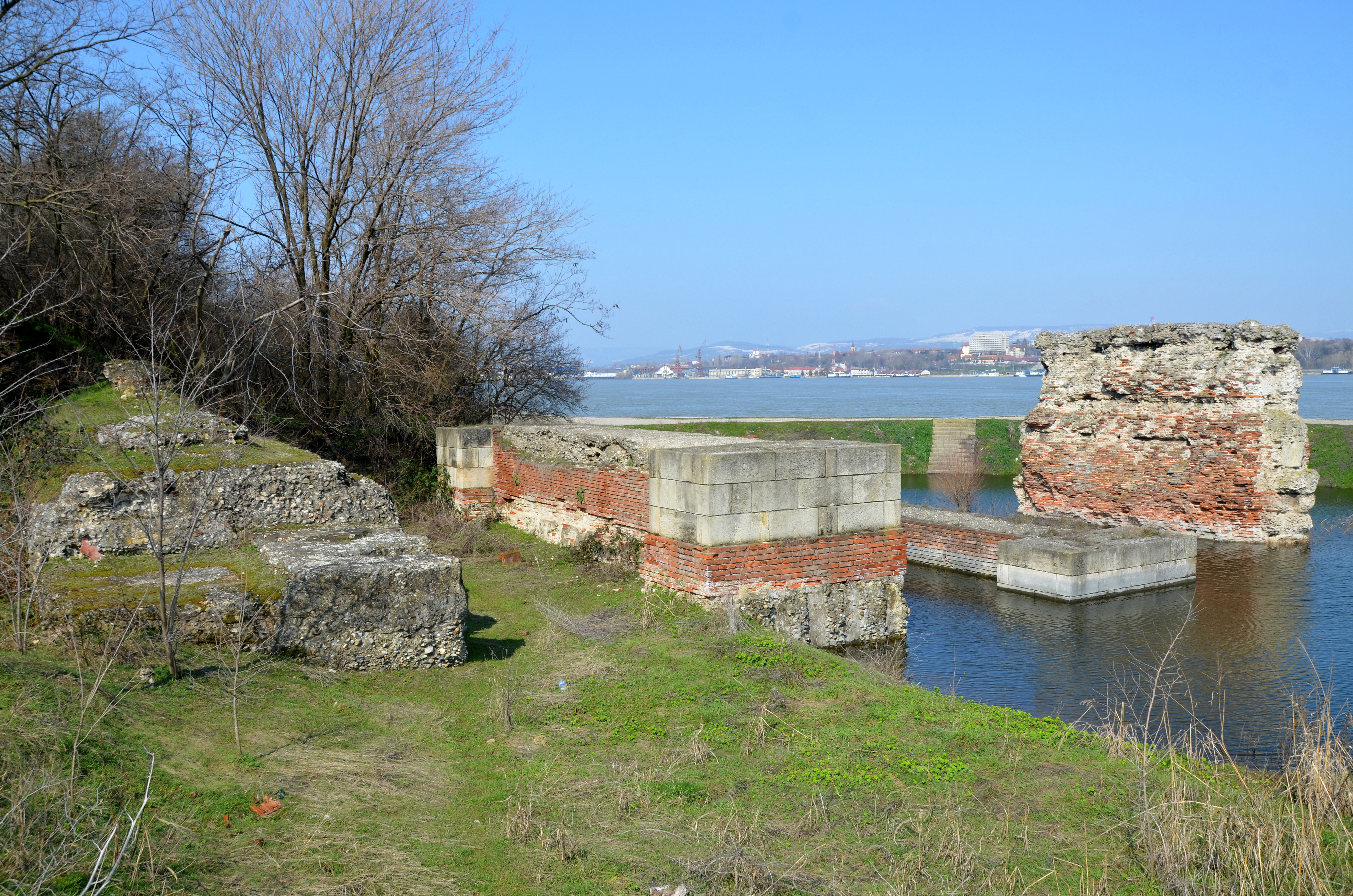
Trajánův most na srbském břehu
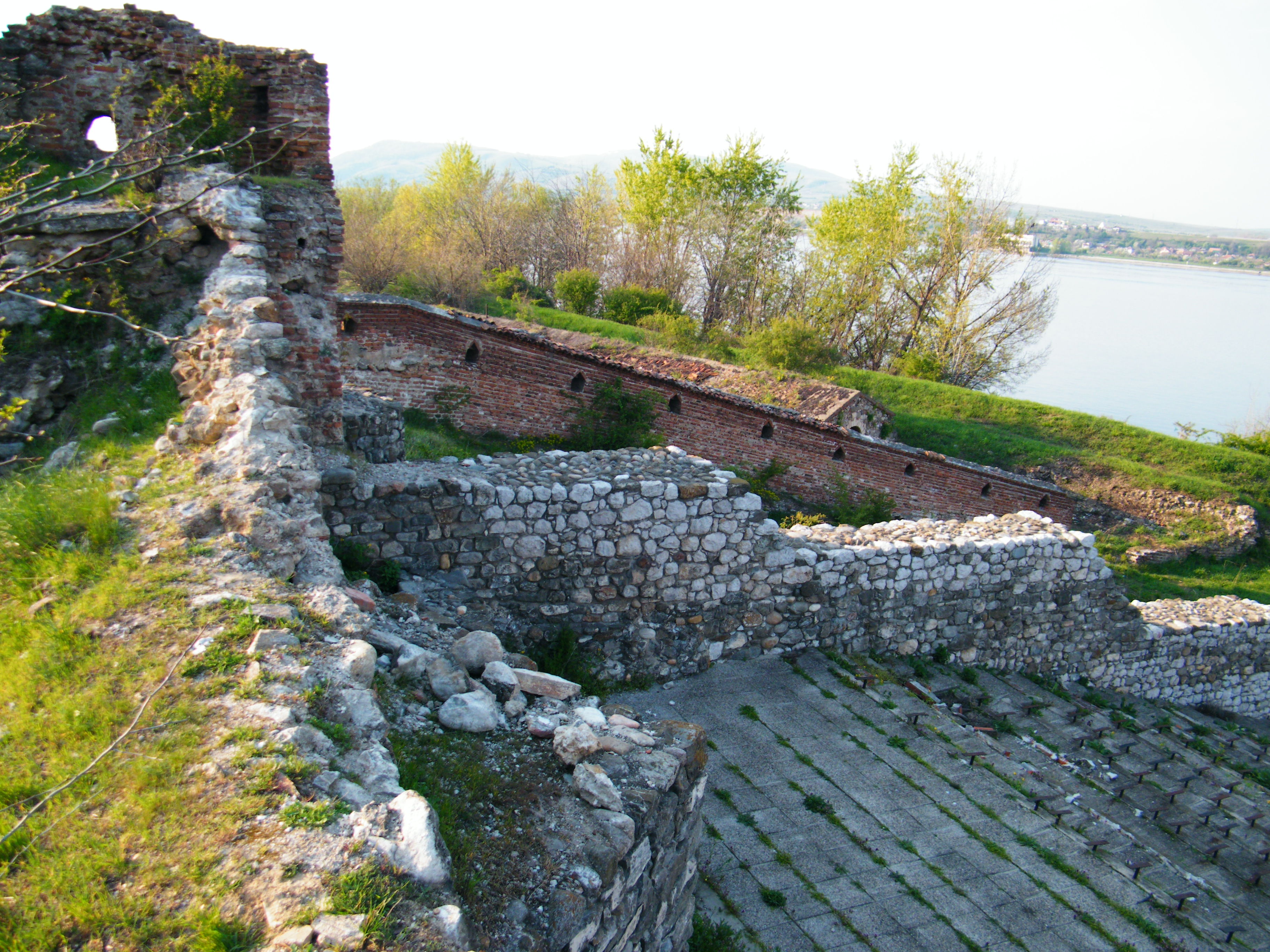
Kladovski grad nad Dunajem
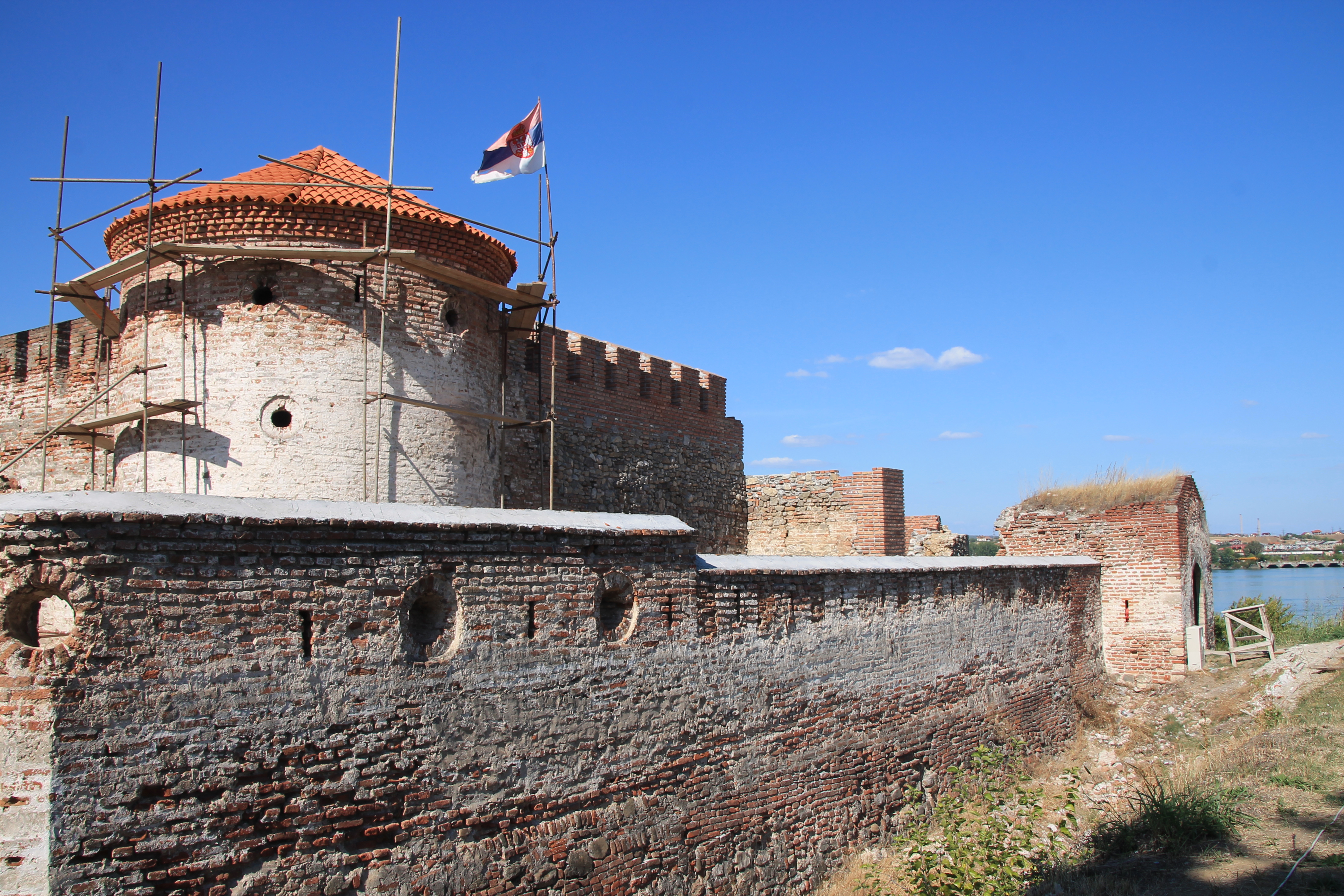
Kladovski grad

V těsné blízkosti zbytků Trajánova mostu se na srbské straně nachází zbytky středověké pevnosti Kladovski grad neboli Fetislam. Pevnost postavili Turci v roce 1524 jako odrazový můstek pro dobytí maďarských pohraničních oblastí a k přípravě invaze do Transylvánie. Kromě toho plnila pevnost také obrannou funkci spolu s pevností Golubac. Po výstavbě vodní elektrárny Džerdap II byla pevnost částečně zatopena. Je národní kulturní památkou Srbska.
Po zhruba šedesáti kilometrech řeka nabízí poslední možnost vytvoření energeticky využitelného spádu. V názvu elektrárny Železná vrata – Džerdap II se názvy Železná vrata a Džerdap vyskytují naposled. V místech, kde zvlněná krajina definitivně končí, míjí Dunaj trojmezný bod Rumunsko, Srbsko, Bulharsko a dále se k moři vydává cestou stejně poklidnou, jako když do soutěsky Železná vrata přitékal.